# Hồng Kông thuộc Anh
Hồng Kông thuộc Anh (tiếng Anh: British Hong Kong) là một thuộc địa vương thất và sau đó là Lãnh thổ hải ngoại thuộc Anh từ năm 1841 đến năm 1997, ngoại trừ giai đoạn Nhật Bản chiếm đóng từ năm 1941 đến năm 1945 trong Chiến tranh Thái Bình Dương thuộc Thế chiến thứ hai. Thời kỳ thuộc địa bắt đầu với việc Anh chiếm đóng Đảo Hồng Kông vào năm 1841, trong Chiến tranh nha phiến lần thứ nhất giữa Đế chế Anh và Đại Thanh. Lý do của cuộc chiến là vì Triều đình Bắc Kinh muốn thực thi lệnh cấm nhập khẩu thuốc phiện trong đế chế của mình, chủ yếu được xuất khẩu từ Ấn Độ thuộc Anh và gây ra tình trạng nghiện ngập lan rộng trong dân chúng, người Anh kéo tàu chiến đến ép chính phủ Nhà Thanh phải bồi thường số thuốc phiên bị tịch thu và đốt phá.
Hòn đảo đã được nhượng lại cho Anh theo Điều ước Nam Kinh, được Hoàng đế Thanh Tuyên Tông phê chuẩn sau cuộc chiến năm 1842. Nó được thành lập như một thuộc địa vương thất vào năm 1843. Năm 1860, người Anh đã nắm bắt cơ hội để mở rộng thuộc địa bằng cách bổ sung Bán đảo Cửu Long thông qua Công ước Bắc Kinh sau Chiến tranh nha phiến lần thứ hai, trong khi Nhà Thanh đang vướng vào việc giải quyết Cuộc nổi loạn Thái Bình Thiên Quốc. Với việc Nhà Thanh suy yếu hơn nữa sau Chiến tranh Trung-Nhật lần thứ nhất, lãnh thổ của Hồng Kông đã được mở rộng thêm vào năm 1898 khi người Anh có được hợp đồng thuê 99 năm đối với các lãnh thổ thuộc khu Tân Giới.
Mặc dù Thanh triều phải nhượng lại Đảo Hồng Kông và Cửu Long vĩnh viễn theo hiệp ước, trong khi đó Tân Giới được thuê, nhưng lãnh thổ được thuê lại chiếm đến 86,2% diện tích và hơn 1/2 dân số toàn bộ thuộc địa. Khi hợp đồng thuê sắp kết thúc vào cuối thế kỷ XX, Anh không thấy bất kỳ cách khả thi nào để quản lý thuộc địa bằng cách chia cắt nó, trong khi Cộng hòa Nhân dân Trung Hoa (PRC) sẽ không xem xét gia hạn hợp đồng thuê hoặc cho phép người Anh tiếp tục quản lý sau đó.
Với việc ký kết Tuyên bố chung Trung-Anh năm 1984, trong đó nêu rõ rằng hệ thống kinh tế và xã hội ở Hồng Kông sẽ tương đối không thay đổi trong 50 năm tiếp theo, chính phủ Anh đã đồng ý chuyển giao toàn bộ lãnh thổ cho Trung Quốc sau khi hợp đồng thuê Tân Giới hết hạn vào năm 1997 – với việc Hồng Kông trở thành một đặc khu hành chính (SAR) cho đến ít nhất là năm 2047.

## Lịch sử

### Sự thành lập thuộc địa
Năm 1836, chính quyền Đại Thanh đã tiến hành một cuộc xem xét chính sách lớn về buôn bán thuốc phiện, vốn đã được các thương nhân Ba Tư sau đó là thương nhân Hồi giáo giới thiệu đến người Trung Quốc trong nhiều thế kỷ trước đó. Tổng đốc Lâm Tắc Từ đảm nhiệm vụ trấn áp nạn buôn bán thuốc phiện. Vào tháng 3 năm 1839, ông làm khâm sai đại thần tại Quảng Châu, nơi ông ra lệnh cho các thương nhân nước ngoài giao nộp kho thuốc phiện của họ. Ông giam giữ người Anh tại các Nhà máy Quảng Châu và cắt đứt nguồn cung cấp của họ. Chủ tịch ngoại thương Charles Elliot, đã tuân thủ các yêu cầu của Lâm để đảm bảo một lối thoát an toàn cho người Anh, với các chi phí liên quan sẽ được giải quyết giữa hai chính phủ. Khi Elliot hứa rằng chính phủ Anh sẽ trả tiền cho các tổn thất của thương nhân, vì thế các thương nhân đã giao nộp 20.283 rương thuốc phiện cho nhà đương cục Quảng Châu, chúng đã bị tiêu hủy trước công chúng.

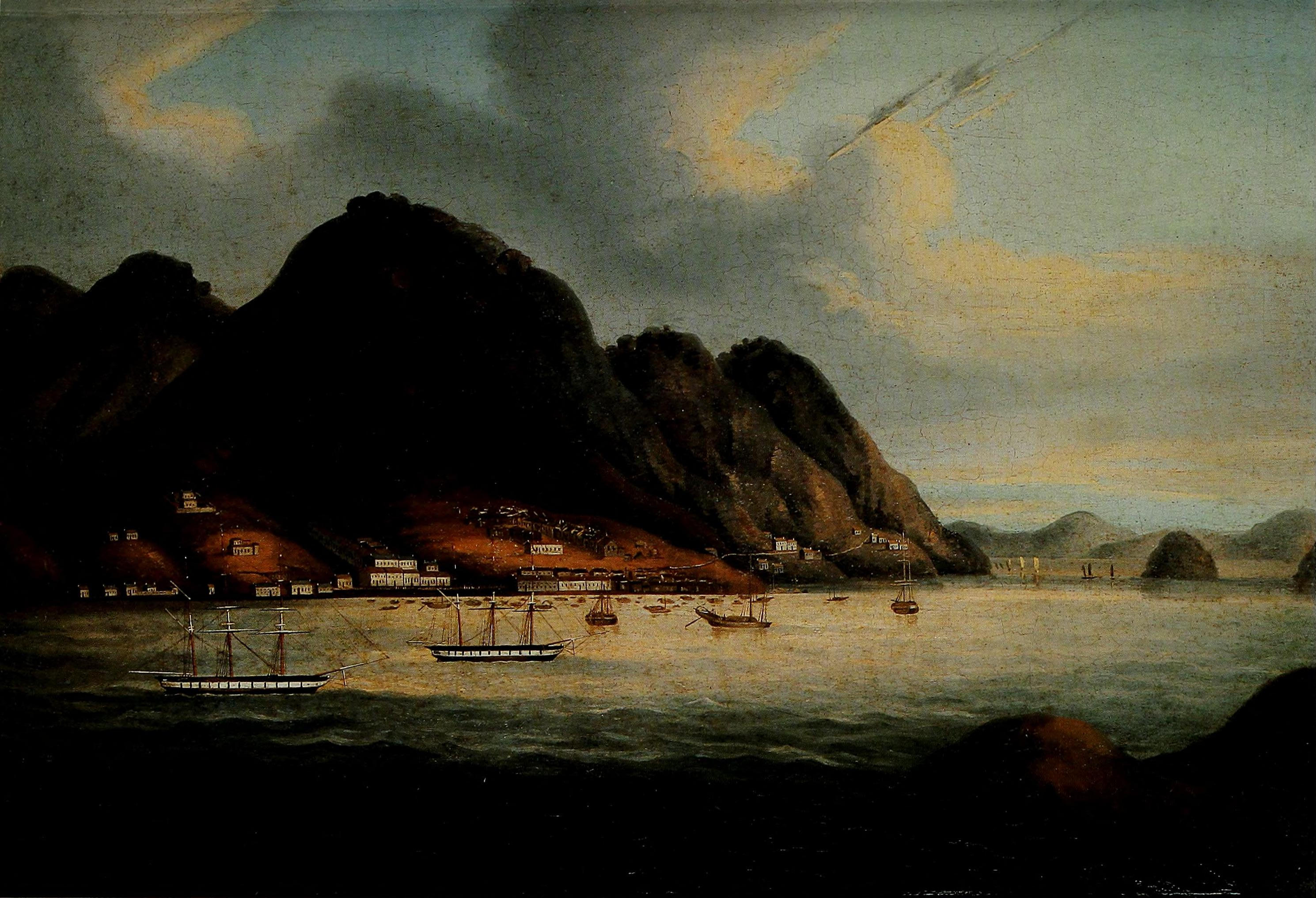
Có thể là bức tranh đầu tiên về Đảo Hồng Kông, cho thấy khu định cư ven sông sau này trở thành Thành phố Victoria

Vào tháng 9 năm 1839, Nội các Anh quyết định rằng người Trung Quốc phải trả giá cho việc phá hủy tài sản của Anh, bằng cách đe dọa hoặc sử dụng vũ lực. Một lực lượng viễn chinh được giao cho Elliot và anh họ của ông, Chuẩn đô đốc George Elliot, với tư cách là khâm sứ toàn quyền vào năm 1840. Bộ trưởng Ngoại giao Lãnh chúa xứ Palmerston nhấn mạnh với chính phủ Đại Thanh rằng chính phủ Anh không đặt câu hỏi về quyền cấm thuốc phiện của Bắc Kinh, nhưng phản đối cách xử lý vấn đề này. Ông coi việc thực thi và áp chế đột ngột này là một cái bẫy đối với các thương nhân nước ngoài, và việc giam giữ người Anh với nguồn thức ăn và nước uống bị cắt đứt cũng giống như việc khiến họ đói và chịu khuất phục hoặc chết. Ông chỉ thị cho anh em Elliot chiếm một trong những đảo thuộc Quần đảo Chu Sơn ở Vịnh Hàng Châu đối diện với Thượng Hải, sau đó trình một lá thư của chính mình cho một viên chức Nhà Thanh thay mặt cho Hoàng đế Trung Quốc, sau đó tiến đến Vịnh Bột Hải để ký hiệp ước, và nếu người Trung Quốc chống cự, thì hãy phong tỏa các cảng chính của sông Trường Giang và sông Hoàng Hà. Lãnh chúa xứ Palmerston yêu cầu lập một thương điếm ở Quần đảo Chu Sơn để các thương gia Anh buôn bán mà "không phải chịu sự bắt bớ tùy tiện của Chính quyền Bắc Kinh hoặc các Cơ quan địa phương tại các Cảng biển của Nhà Thanh".
Năm 1841, Elliot đã đàm phán với người kế nhiệm của Lâm là Kỳ Sơn, trong Công ước Chuenpi trong Chiến tranh thuốc phiện lần thứ nhất. Vào ngày 20 tháng 1, Elliot tuyên bố "kết thúc các thỏa thuận sơ bộ", bao gồm việc nhượng lại Đảo Hồng Kông cằn cỗi và bến cảng của nó cho Vương quyền Anh. Elliot đã chọn Đảo Hồng Kông thay vì Chu Sơn, vì ông tin rằng một khu định cư gần Thượng Hải hơn sẽ gây ra "sự kéo dài vô thời hạn của các cuộc chiến", trong khi bến cảng của Đảo Hồng Kông là một căn cứ có giá trị đối với cộng đồng thương mại Anh ở Quảng Châu. Sự cai trị của Anh bắt đầu bằng việc chiếm đóng hòn đảo vào ngày 26 tháng 1. Chuẩn tướng Gordon Bremer, tổng tư lệnh quân đội Anh tại Trung Quốc, đã chính thức chiếm hữu hòn đảo tại Possession Point, nơi lá cờ Liên hiệp Anh được kéo lên dưới làn đạn ăn mừng của lính thủy đánh bộ và súng đại bác chào mừng từ các tàu chiến. Đảo Hồng Kông được nhượng lại theo Điều ước Nam Kinh vào ngày 29 tháng 8 năm 1842 và được thành lập như một thuộc địa vương thất sau khi phê chuẩn được trao đổi giữa Hoàng đế Đạo Quang và Nữ hoàng Victoria hoàn tất vào ngày 26 tháng 6 năm 1843.
Đến năm 1842, Hồng Kông đã trở thành cảng cung cấp vũ khí chính ở khu vực Châu Á - Thái Bình Dương.(tr5)

### Mở rộng thuộc địa

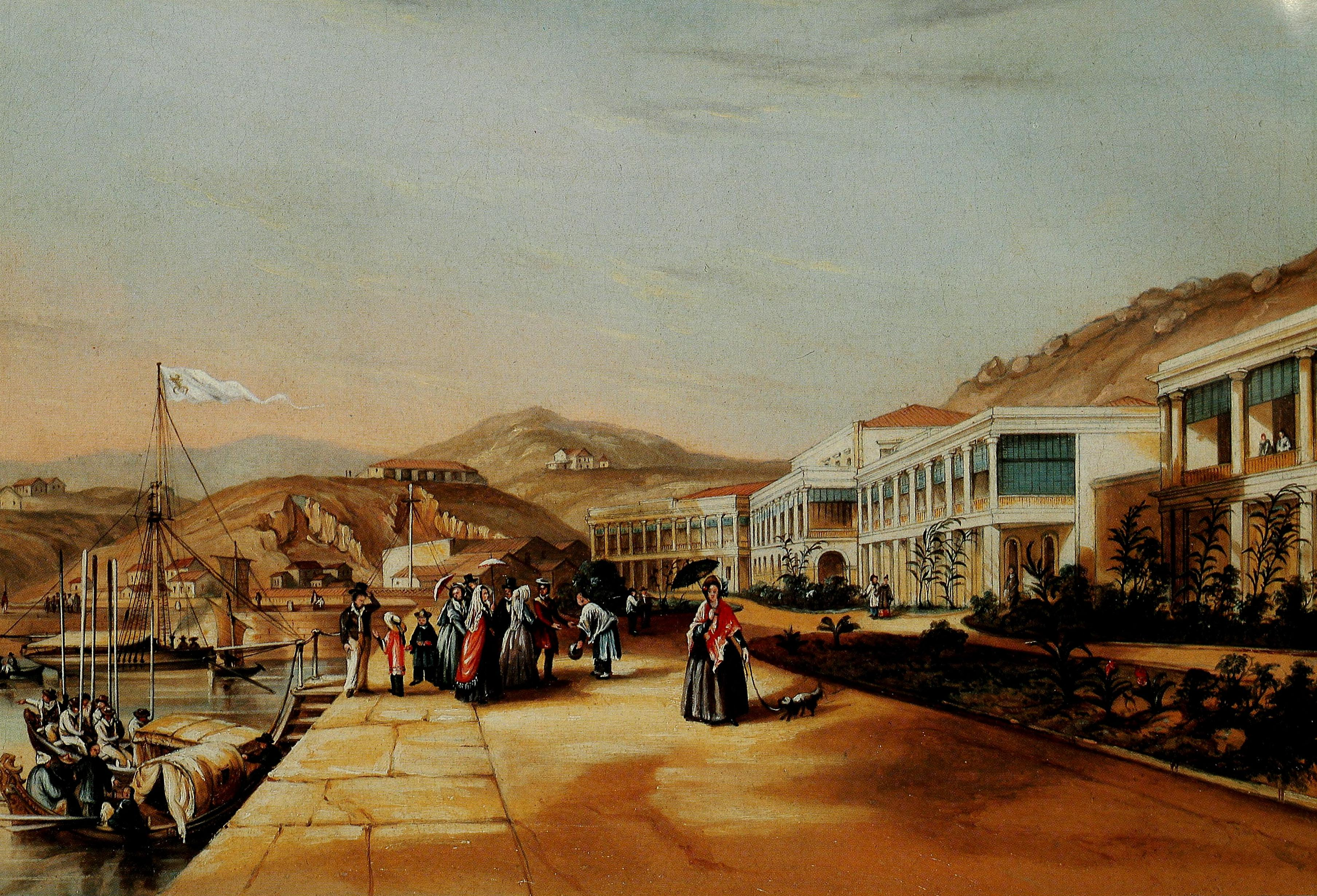
Đường Spring Garden, 1846

Điều ước Nam Kinh không đáp ứng được kỳ vọng của người Anh về sự mở rộng đáng kể về thương mại và lợi nhuận, dẫn đến áp lực ngày càng tăng đối với việc sửa đổi các điều khoản. Vào tháng 10 năm 1856, chính quyền Đại Thanh tại Quảng Châu đã bắt giữ Tàu Arrow, một con tàu do người Hoa sở hữu được đăng ký tại Hồng Kông để được hưởng sự bảo vệ của chính quyền Anh. Lãnh sự Anh tại Quảng Châu, Harry Parkes, tuyên bố việc hạ cờ và bắt giữ thủy thủ đoàn là "một sự xúc phạm có tính chất rất nghiêm trọng". Parkes và John Bowring, Thống đốc thứ tư của Hồng Kông, đã nắm bắt sự việc để theo đuổi một chính sách tiến về phía trước. Vào tháng 3 năm 1857, Lãnh chúa xứ Palmerston bổ nhiệm Lãnh chúa xứ Elgin làm Đặc mệnh Toàn quyền tại Viễn Đông, với mục đích đảm bảo một hiệp ước mới và thỏa đáng. Một lực lượng viễn chinh của Pháp đã tham gia cùng quân Anh để trả thù cho vụ hành quyết một nhà truyền giáo người Pháp vào năm 1856. Năm 1860, việc chiếm giữ Pháo đài Taku và chiếm đóng Bắc Kinh đã dẫn đến Hiệp ước Thiên Tân và Công ước Bắc Kinh. Trong Hiệp ước Thiên Tân, Nhà Thanh chấp nhận yêu cầu của Anh về việc mở thêm cảng thương mại, quyền đi qua Sông Dương Tử, hợp pháp hóa việc buôn bán thuốc phiện và có đại diện ngoại giao tại Bắc Kinh. Trong cuộc xung đột, người Anh đã chiếm đóng Bán đảo Cửu Long, nơi vùng đất bằng phẳng là nơi huấn luyện và nghỉ ngơi có giá trị. Khu vực hiện nằm ở phía nam Phố Boundary và Đảo Stonecutters đã được nhượng lại theo Công ước Bắc Kinh.

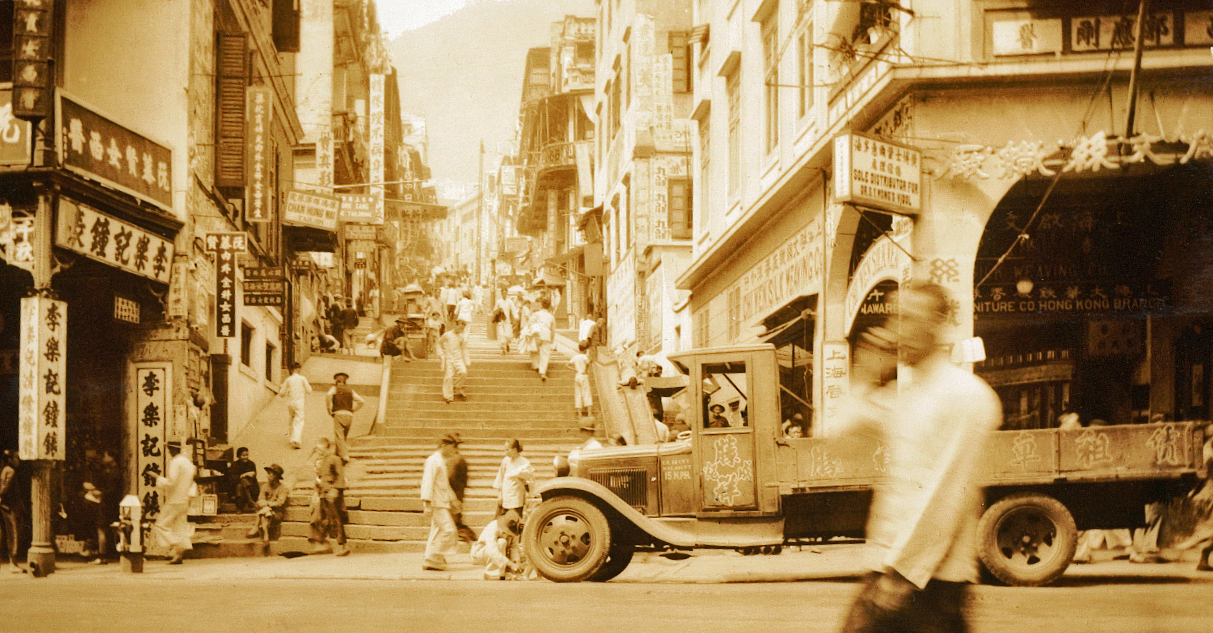
Hong Kong năm 1930

Năm 1898, người Anh tìm cách mở rộng Hồng Kông để phòng thủ. Sau khi các cuộc đàm phán bắt đầu vào tháng 4 năm 1898, với Đại sứ Anh tại Bắc Kinh, Claude MacDonald, đại diện cho Anh, và nhà ngoại giao Lý Hồng Chương dẫn đầu phía Nhà Thanh, Công ước Bắc Kinh lần thứ hai đã được ký kết vào ngày 9 tháng 6. Vì các cường quốc nước ngoài đã đồng ý vào cuối thế kỷ XIX rằng không có bất cứ đế chế nào có được chủ quyền hoàn toàn đối với bất kỳ lãnh thổ nào của Đại Thanh và phù hợp với các nhượng bộ lãnh thổ khác mà Bắc Kinh đã thực hiện cho Nga, Đức và Pháp cùng năm đó, việc mở rộng Hồng Kông đã diễn ra dưới hình thức cho thuê 99 năm. Hợp đồng cho thuê bao gồm phần còn lại của Cửu Long ở phía nam Sông Thâm Quyến và 230 hòn đảo, được gọi là Tân Giới. Người Anh chính thức chiếm hữu vào ngày 16 tháng 4 năm 1899.

### Nhật chiếm đóng

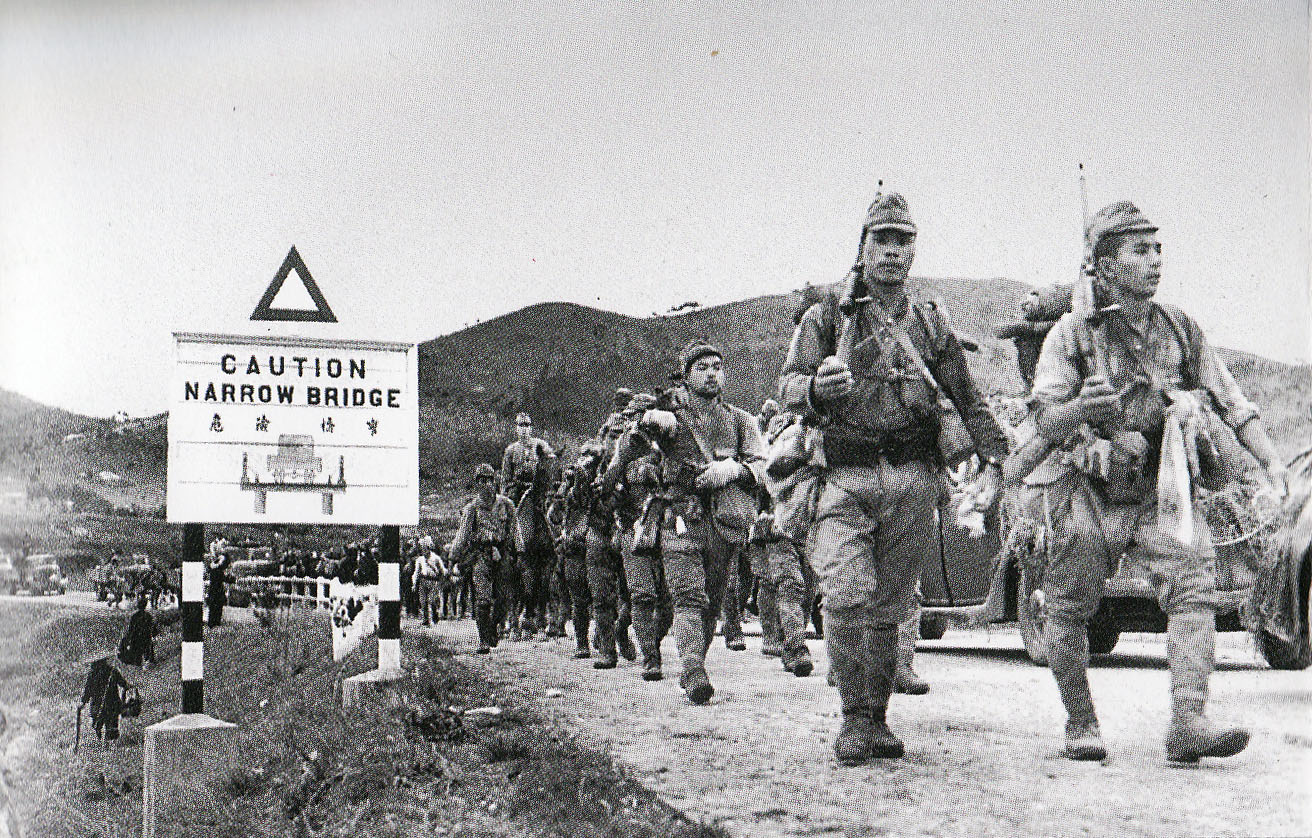
Quân đội Nhật Bản vượt biên giới từ đất liền, năm 1941

Năm 1941, trong Thế chiến thứ hai, người Anh đã đạt được thỏa thuận với chính phủ Trung Quốc dưới quyền của Tổng tư lệnh Tưởng Giới Thạch rằng nếu Đế quốc Nhật Bản tấn công Hồng Kông, Quốc dân Cách mệnh Quân của Tưởng sẽ tấn công Nhật Bản từ phía sau để giảm bớt áp lực cho quân đồn trú của Anh. Vào ngày 8 tháng 12, Trận Hồng Kông bắt đầu khi máy bay ném bom của Nhật Bản thực sự tiêu diệt sức mạnh không quân của Anh chỉ trong một cuộc tấn công. Hai ngày sau, quân Nhật đã phá vỡ Đường Gin Drinkers ở Tân Giới. Chỉ huy người Anh, Thiếu tướng Christopher Maltby, kết luận rằng hòn đảo này không thể được bảo vệ lâu dài trừ khi ông rút lữ đoàn của mình khỏi đất liền. Vào ngày 18 tháng 12, quân Nhật đã vượt qua Cảng Victoria. Đến ngày 25 tháng 12, hệ thống phòng thủ có tổ chức đã bị thu hẹp thành các cụm phòng thủ. Maltby đề nghị Thống đốc Mark Aitchison Young đầu hàng, người đã chấp nhận lời khuyên của ông để giảm thiểu tổn thất. Một ngày sau cuộc xâm lược, Tưởng Giới Thạch ra lệnh cho ba quân đoàn dưới quyền của Tướng Vu Hàm Mưu hành quân về phía Hồng Kông. Kế hoạch là phát động một cuộc tấn công vào Ngày đầu năm mới vào khu vực Quảng Châu, nhưng trước khi bộ binh Trung Quốc có thể tấn công, quân Nhật đã phá vỡ được hệ thống phòng thủ của Hồng Kông. Thương vong của quân Anh là 2.232 người chết hoặc mất tích và 2.300 người bị thương. Nhật Bản báo cáo có 1.996 người chết và 6.000 người bị thương.
Quân Nhật đã vi phạm tội ác chiến tranh, bao gồm cả hiếp dâm, đối với nhiều người dân địa phương. Dân số giảm một nửa, từ 1,6 triệu người vào năm 1941 xuống còn 750.000 người vào cuối chiến tranh do những người tị nạn chạy trốn; họ đã trở về vào năm 1945.
Người Nhật đã giam cầm giới cầm quyền Anh và tìm cách giành được sự ủng hộ của giới thương gia địa phương bằng cách bổ nhiệm vào các hội đồng cố vấn và nhóm giám sát. Chính sách này có hiệu quả đối với Nhật Bản và tạo ra sự hợp tác rộng rãi từ cả giới tinh hoa và tầng lớp trung lưu, với ít nỗi kinh hoàng hơn nhiều so với các thành phố khác của Trung Quốc. Hồng Kông đã trở thành thuộc địa của Nhật Bản, với các doanh nghiệp Nhật Bản thay thế cho Anh. Tuy nhiên, Đế quốc Nhật Bản đã gặp phải những khó khăn nghiêm trọng về hậu cần và đến năm 1943, nguồn cung cấp lương thực cho Hồng Kông đã trở nên có vấn đề. Các lãnh chúa trở nên tàn bạo và tham nhũng hơn, và giới giàu có Trung Quốc đã trở nên vỡ mộng. Với sự đầu hàng của Nhật Bản, quá trình chuyển đổi trở lại sự cai trị của Anh diễn ra suôn sẻ, vì trên đất liền, lực lượng Quốc dân đảng và Cộng sản đang chuẩn bị cho một cuộc nội chiến và bỏ qua Hồng Kông. Về lâu dài, sự chiếm đóng đã củng cố trật tự xã hội và kinh tế trước chiến tranh trong cộng đồng doanh nghiệp Trung Quốc bằng cách loại bỏ một số xung đột lợi ích và làm giảm uy tín và quyền lực của Anh.

### Khôi phục chế độ cai trị của Anh

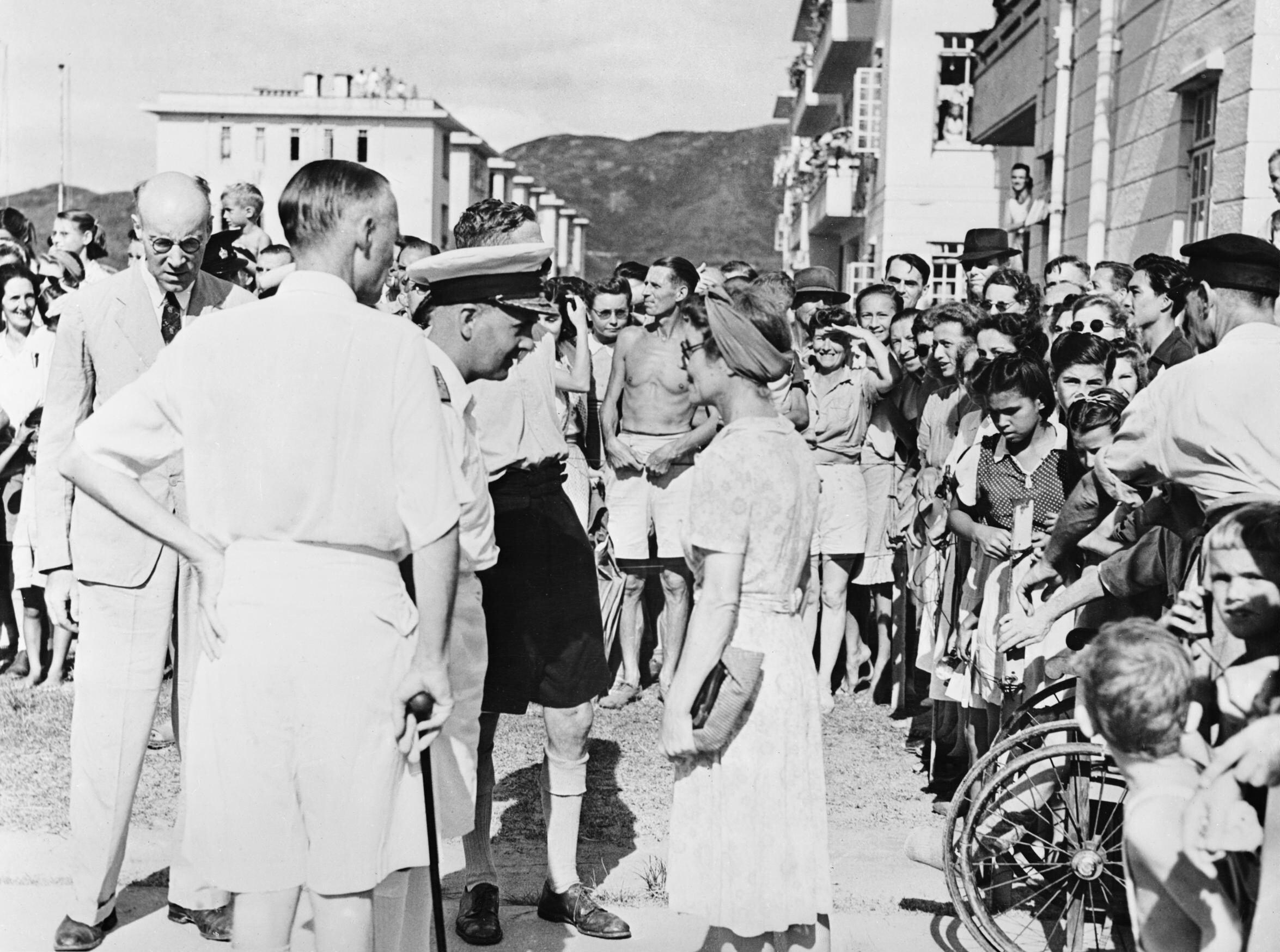
Lực lượng Anh tái chiếm Hồng Kông dưới quyền Chuẩn Đô đốc Cecil Harcourt, ngày 30 tháng 8 năm 1945

Vào ngày 14 tháng 8 năm 1945, khi Nhật Bản tuyên bố đầu hàng vô điều kiện, người Anh đã thành lập một nhóm đặc nhiệm hải quân để tiến về Hồng Kông. Vào ngày 1 tháng 9, Chuẩn đô đốc Cecil Harcourt tuyên bố thành lập một chính quyền quân sự do ông đứng đầu. Ông chính thức chấp nhận sự đầu hàng của Nhật Bản vào ngày 16 tháng 9 tại Tòa nhà Chính phủ. Khi trở về với tư cách là thống đốc vào tháng 5 năm 1946, Young đã theo đuổi cải cách chính trị được gọi là "Kế hoạch Young", tin rằng, để chống lại quyết tâm giành lại Hồng Kông của chính phủ Trung Quốc, cần phải trao cho cư dân địa phương quyền lợi lớn hơn trong lãnh thổ này bằng cách mở rộng quyền bầu cử chính trị để bao gồm họ trong cơ cấu chính trị địa phương. Hồng Kông vẫn là một phần của Vương quốc Anh và các thuộc địa ở nước ngoài từ năm 1949 cho đến khi chuyển thuộc địa của mình thành một lãnh thổ phụ thuộc của Anh vào năm 1983.

### Chuyển giao chủ quyền
Tuyên bố chung Trung-Anh được Thủ tướng Vương quốc Anh và Thủ tướng Cộng hòa Nhân dân Trung Hoa ký vào ngày 19 tháng 12 năm 1984 tại Bắc Kinh. Tuyên bố có hiệu lực với việc trao đổi các văn kiện phê chuẩn vào ngày 27 tháng 5 năm 1985 và được chính phủ Cộng hòa Nhân dân Trung Hoa và Vương quốc Anh đăng ký tại Liên Hiệp Quốc vào ngày 12 tháng 6 năm 1985. Trong Tuyên bố chung, Chính phủ Cộng hòa Nhân dân Trung Hoa tuyên bố rằng họ đã quyết định khôi phục việc thực hiện chủ quyền đối với Hồng Kông (bao gồm Đảo Hồng Kông, Cửu Long và Tân Giới) có hiệu lực từ ngày 1 tháng 7 năm 1997 và Chính phủ Vương quốc Anh tuyên bố rằng họ sẽ từ bỏ Hồng Kông cho Cộng hòa Nhân dân Trung Hoa có hiệu lực từ ngày 1 tháng 7 năm 1997. Trong văn bản, Chính phủ Cộng hòa Nhân dân Trung Hoa cũng tuyên bố các chính sách cơ bản của mình đối với Hồng Kông.
Theo nguyên tắc Một quốc gia, hai chế độ đã được thỏa thuận giữa Vương quốc Anh và Cộng hòa Nhân dân Trung Hoa, chế độ xã hội chủ nghĩa của Cộng hòa Nhân dân Trung Hoa sẽ không được thực hành tại Đặc khu hành chính Hồng Kông (HKSAR), và chế độ tư bản chủ nghĩa trước đây của Hồng Kông và cách sống của nó sẽ không thay đổi trong thời hạn 50 năm. Tuyên bố chung quy định rằng các chính sách cơ bản này sẽ được quy định trong Luật Cơ bản của Hồng Kông. Lễ ký kết Tuyên bố chung Trung-Anh diễn ra lúc 18:00, ngày 19 tháng 12 năm 1984 tại Phòng chính phía Tây của Đại lễ đường Nhân dân. Văn phòng các vấn đề Hồng Kông và Ma Cao lúc đầu đề xuất danh sách 60–80 người Hồng Kông tham dự buổi lễ. Con số cuối cùng đã được mở rộng lên 101. Danh sách bao gồm các quan chức chính phủ Hồng Kông, các thành viên của Hội đồng Lập pháp và Hành pháp, chủ tịch của Ngân hàng Hồng Kông và Thượng Hải (HSBC) và Standard Chartered, những người nổi tiếng của Hồng Kông như Lý Gia Thành, Bào Nguyệt Không và Hoắc Anh Đông, cũng như Martin Lee và Szeto Wah.
Lễ chuyển giao Hồng Kông tổ chức tại khu mới của Trung tâm Hội nghị và Triển lãm Hồng Kông ở Loan Tể vào đêm ngày 30 tháng 6 năm 1997. Khách mời chính của Anh là Charles, Thân vương xứ Wales (Charles III, Quốc vương Vương quốc Anh hiện tại), người đã đọc bài phát biểu từ biệt thay mặt cho Nữ vương Elizabeth II. Thủ tướng mới được bổ nhiệm của Vương quốc Anh, Tony Blair; Bộ trưởng Ngoại giao Anh, Robin Cook; Thống đốc sắp mãn nhiệm của Hồng Kông, Chris Patten; Tổng tham mưu trưởng Quốc phòng Vương quốc Anh, Thống chế Charles Guthrie, cũng đã tham dự.
Đại diện cho Trung Quốc là Tổng Bí thư Đảng Cộng sản Trung Quốc và Chủ tịch nước Trung Quốc, Giang Trạch Dân; Thủ tướng Trung Quốc, Lý Bằng; và Đổng Kiến Hoa, Đặc khu trưởng Hồng Kông đầu tiên. Sự kiện này được phát sóng trên các đài truyền hình và phát thanh trên toàn thế giới.

## Chính phủ
Hồng Kông là thuộc địa vương thất và duy trì một chính quyền được mô phỏng theo hệ thống Westminster. Văn bản pháp quy hình thành cơ sở hiến pháp của chính quyền thuộc địa và Chỉ thị của Hoàng gia nêu chi tiết cách lãnh thổ nên được quản lý và tổ chức như thế nào.
Thống đốc là người đứng đầu chính quyền và được quốc vương Anh bổ nhiệm làm đại diện của Vương quyền tại thuộc địa. Quyền hành pháp tập trung vào tay Thống đốc, người tự mình bổ nhiệm hầu hết các thành viên của Hội đồng lập pháp và Hội đồng hành pháp và cũng là Chủ tịch của cả hai viện. Chính phủ Anh giám sát chính quyền thuộc địa; Bộ trưởng Ngoại giao chính thức phê duyệt bất kỳ bổ sung nào cho Hội đồng lập pháp và Hội đồng hành pháp và Quốc vương nắm giữ toàn quyền sửa đổi Văn bản pháp quy và Chỉ thị của Hoàng gia.
Hội đồng hành pháp quyết định những thay đổi về chính sách hành chính và xem xét luật chính trước khi chuyển cho Hội đồng lập pháp để phê duyệt. Bản thân cơ quan cố vấn này cũng ban hành luật thứ cấp theo một bộ luật thuộc địa hạn chế. Hội đồng lập pháp tranh luận về luật được đề xuất và chịu trách nhiệm phân bổ tiền công quỹ. Viện này đã được cải cách trong những năm cuối của chế độ thực dân để đưa ra nhiều đại diện dân chủ hơn. Các ghế khu vực bầu cử chức năng được bầu gián tiếp đã được đưa ra vào năm 1985 và các ghế khu vực bầu cử địa lý được bầu phổ thông vào năm 1991. Cải cách bầu cử tiếp theo vào năm 1994 đã thực sự khiến cơ quan lập pháp có tính đại diện rộng rãi. Cơ quan hành chính công vụ do Bộ trưởng Thuộc địa (sau này là Tổng thư ký hay còn gọi là Bố chính ti) lãnh đạo, người là phó của Thống đốc.

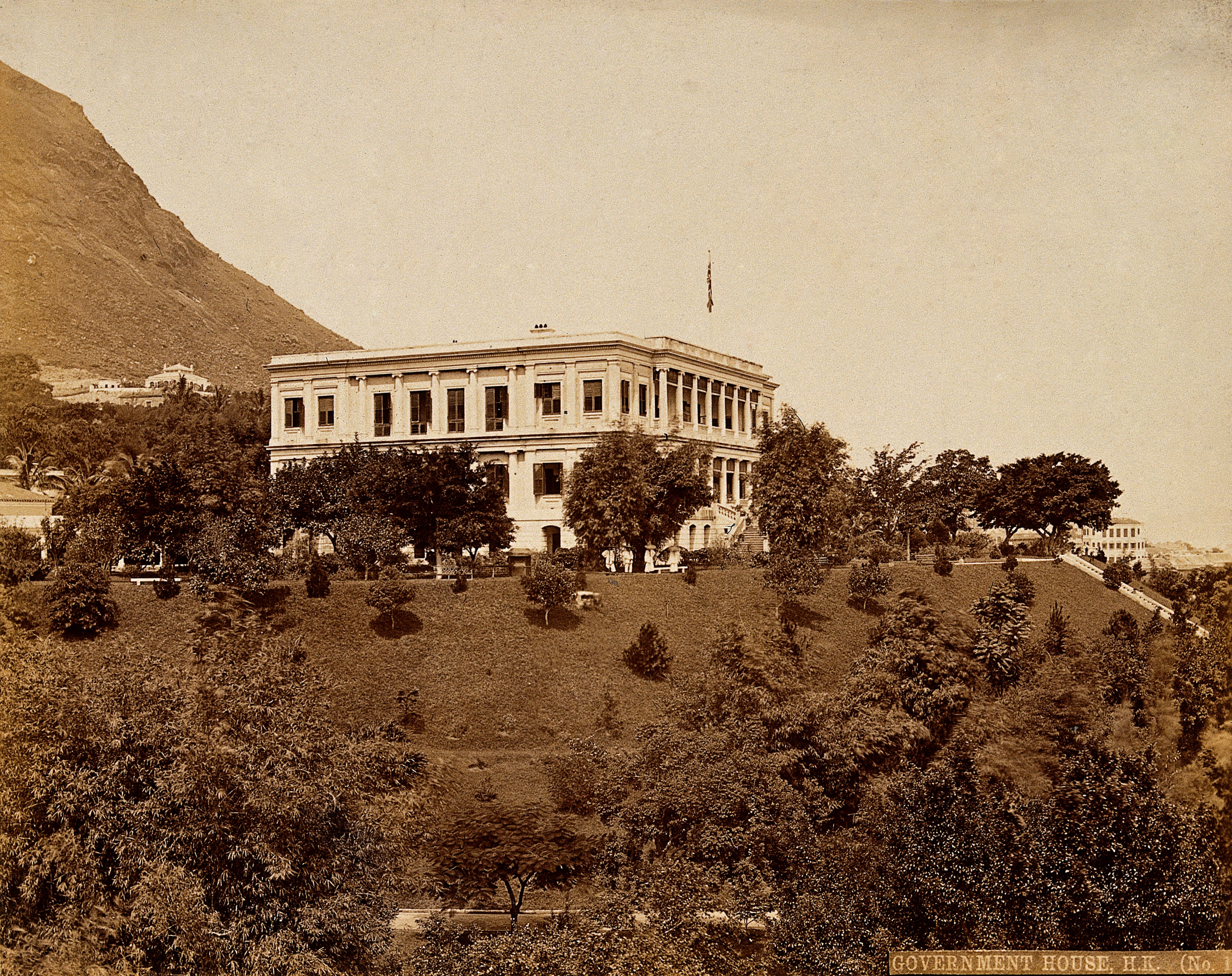
Toà nhà Chính phủ, năm 1873

Hệ thống tư pháp dựa trên luật pháp Anh, với luật tục Trung Quốc đóng vai trò thứ yếu trong các vụ án dân sự liên quan đến cư dân Trung Quốc. Tòa án Tối cao Hồng Kông là tòa án cao nhất và phán quyết về tất cả các vụ án dân sự và hình sự trong thuộc địa. Trong thời kỳ đầu thuộc địa, các vụ án phúc thẩm ngoài lãnh thổ từ các khu vực khác của Trung Quốc liên quan đến công dân Anh cũng được xét xử tại tòa án này. Các kháng cáo tiếp theo từ Tòa án Tối cao được Ủy ban Tư pháp của Hội đồng Cơ mật thụ lý, cơ quan này thực hiện phán quyết cuối cùng trong toàn bộ lãnh thổ của Đế quốc Anh.
Vào tháng 3 năm 1975, chính quyền Hồng Kông đã đưa ra một chương trình để đo lường dư luận của công chúng về các nỗ lực của chính phủ, được gọi là Phong trào Định hướng Ý kiến (MOOD).

### Học viên sĩ quan
Năm 1861, Thống đốc Hercules Robinson đã giới thiệu Học viên sĩ quan Hồng Kông, tuyển dụng những sinh viên mới tốt nghiệp từ Anh để học tiếng Quảng Châu và viết tiếng Trung trong hai năm, trước khi bổ nhiệm họ vào Cơ quan công quyền một cách nhanh chóng. Các sĩ quan học viên dần dần hình thành nên xương sống của chính quyền dân sự. Sau Thế chiến thứ hai, người Hoa được phép vào cơ quan công quyền, tiếp theo là phụ nữ. Học viên sĩ quan được đổi tên thành Sĩ quan hành chính vào những năm 1950 và họ vẫn là tầng lớp tinh hoa của Cơ quan công quyền trong thời kỳ cai trị của Anh.

### Quân đội
Trước và trong Thế chiến thứ hai, đơn vị đồn trú bao gồm các tiểu đoàn của Quân đội Anh và quân nhân nhập ngũ tại địa phương (LEP) phục vụ với tư cách là thành viên chính thức trong Phi đội Hồng Kông của Hải quân Hoàng gia hoặc Quân đoàn Dịch vụ Quân sự Hồng Kông và các đơn vị bộ binh liên kết của họ. Lữ đoàn Hồng Kông đóng vai trò là đội hình đồn trú chính. Sau khi Chiến tranh thế giới thứ hai nổ ra, đơn vị đồn trú được tăng cường thêm các đơn vị của Quân đội Anh-Ấn và Quân đội Canada. Một lữ đoàn thứ hai, Lữ đoàn Bộ binh Cửu Long, được thành lập để hỗ trợ chỉ huy lực lượng mở rộng. Đơn vị đồn trú đã bị Đế quốc Nhật Bản đánh bại trong Trận Hồng Kông.
Sau Thế chiến thứ hai và sau khi Nhật Bản kết thúc chiếm đóng Hồng Kông, quân đội Anh đã tái lập sự hiện diện. Sau Nội chiến Trung Quốc, Quân đội Anh đã thành lập Sư đoàn Bộ binh số 40 và điều động đến đồn trú tại Hồng Kông. Sau đó, đơn vị này đã tham gia chiến đấu trong Chiến tranh Triều Tiên và việc bảo vệ lãnh thổ này được đảm nhiệm bởi các lực lượng Anh bổ sung được luân chuyển từ châu Âu. Đơn vị đồn trú được bổ sung thêm LEP và Gurkha. Nhóm sau đến từ Vương quốc Nepal, nhưng là một phần của Quân đội Anh. Quy mô của đơn vị đồn trú trong Chiến tranh Lạnh dao động và cuối cùng tương đương một lữ đoàn.
Trung đoàn Hoàng gia Hồng Kông, một đơn vị quân đội thuộc Chính quyền Hồng Kông, được huấn luyện và tổ chức theo mô hình của một đơn vị Lực lượng Nội địa Anh. Do đó, đơn vị này được hỗ trợ bởi quân nhân thường trực của Quân đội Anh nắm giữ các vị trí chủ chốt. Những quân nhân của Quân đội Anh này, trong thời gian phục vụ cho Trung đoàn Hoàng gia Hồng Kông, đã được điều động đến Chính quyền Hồng Kông. Trong thời kỳ hậu Thế chiến II, phần lớn các thành viên của trung đoàn là công dân địa phương gốc Hoa.

## Kinh tế

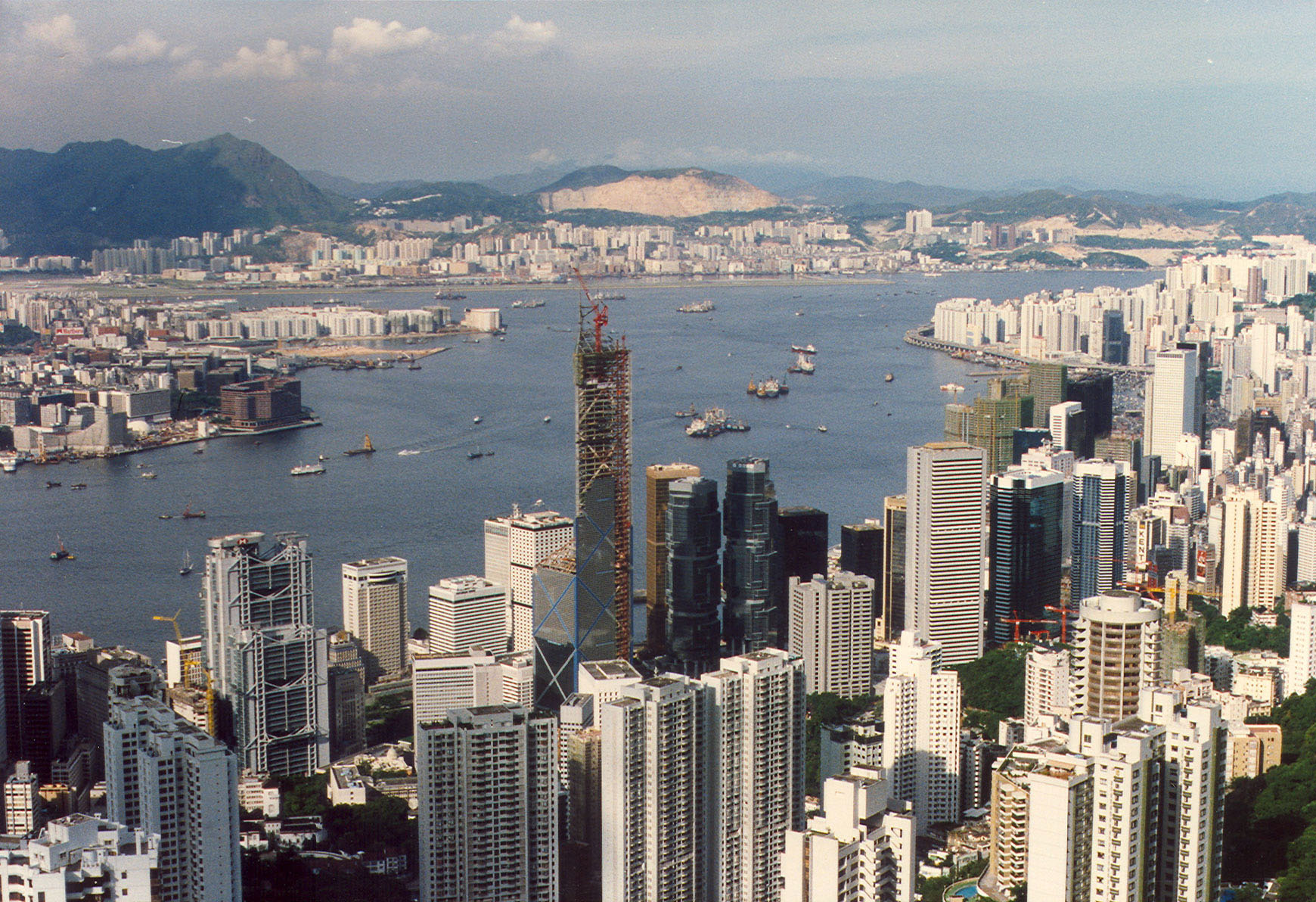
Cảng Victoria năm 1988, có thể thấy tháp Bank of China Tower đang được xây dựng

Sự ổn định, an ninh và khả năng dự đoán của hệ thống luật pháp và chính phủ Anh đã giúp Hồng Kông phát triển mạnh mẽ thành một trung tâm thương mại quốc tế. Trong những năm đầu của thuộc địa, doanh thu từ buôn bán thuốc phiện là nguồn ngân quỹ chính của chính phủ. Tuy nhiên tầm quan trọng của thuốc phiện giảm dần theo thời gian, nhưng chính quyền thuộc địa vẫn phụ thuộc vào nguồn thu của nó cho đến khi Nhật Bản chiếm đóng năm 1941. Mặc dù các doanh nghiệp lớn nhất trong thời kỳ đầu thuộc địa đều do người Anh, Mỹ và những người nước ngoài khác điều hành, nhưng công nhân Trung Quốc mới là nhân lực chính để xây dựng một thành phố cảng mới.
Vào cuối những năm 1980, nhiều người gốc Hoa đã trở thành những nhân vật kinh doanh lớn ở Hồng Kông. Trong số đó có Sir Lý Gia Thành. Ông đã trở thành một trong những người giàu nhất Hồng Kông vào thời điểm ấy.

### Tiền tệ

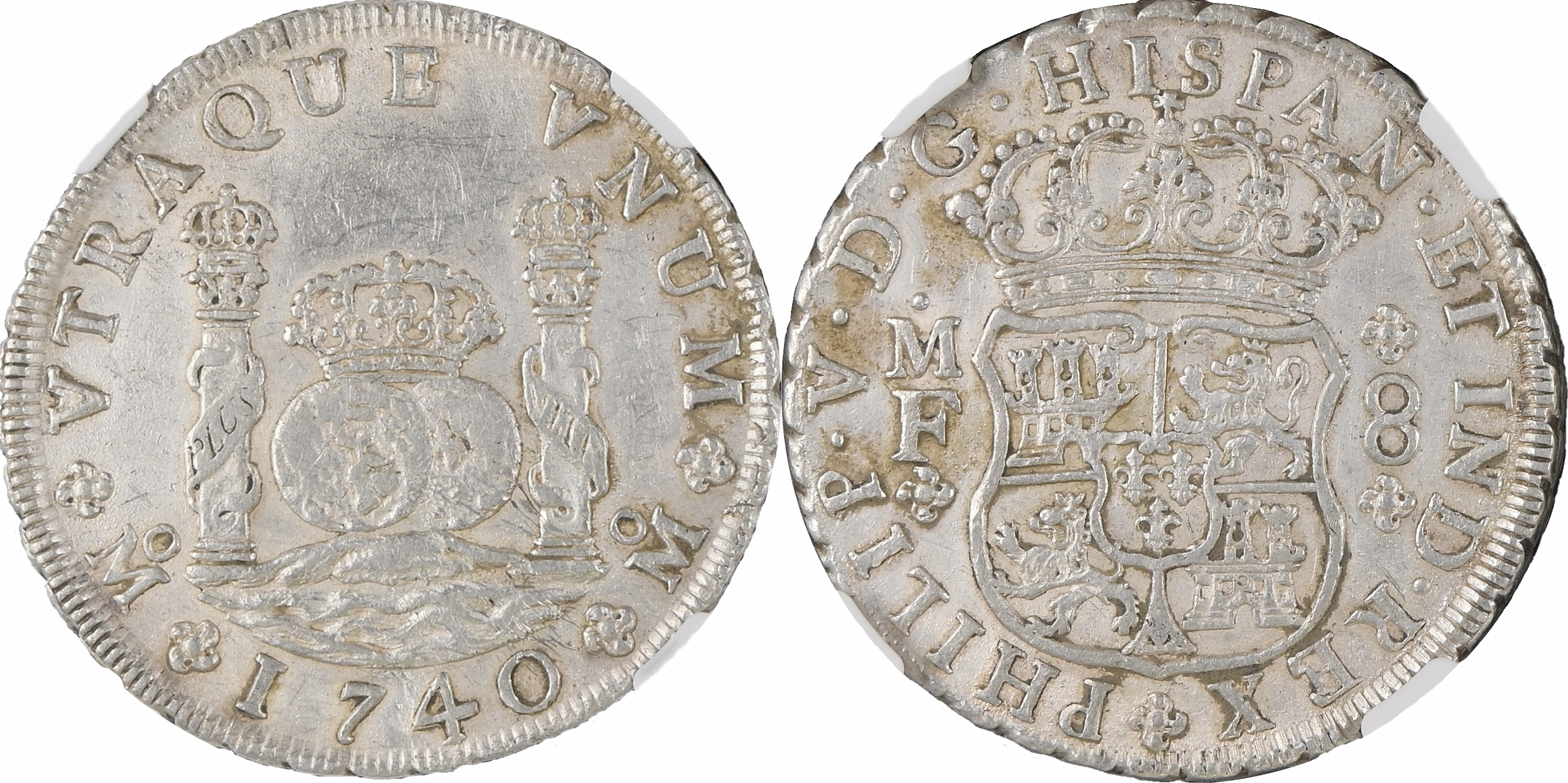
Xu bạc: Đô la Tây Ban Nha phiên bản song trụ (pillar dollar)

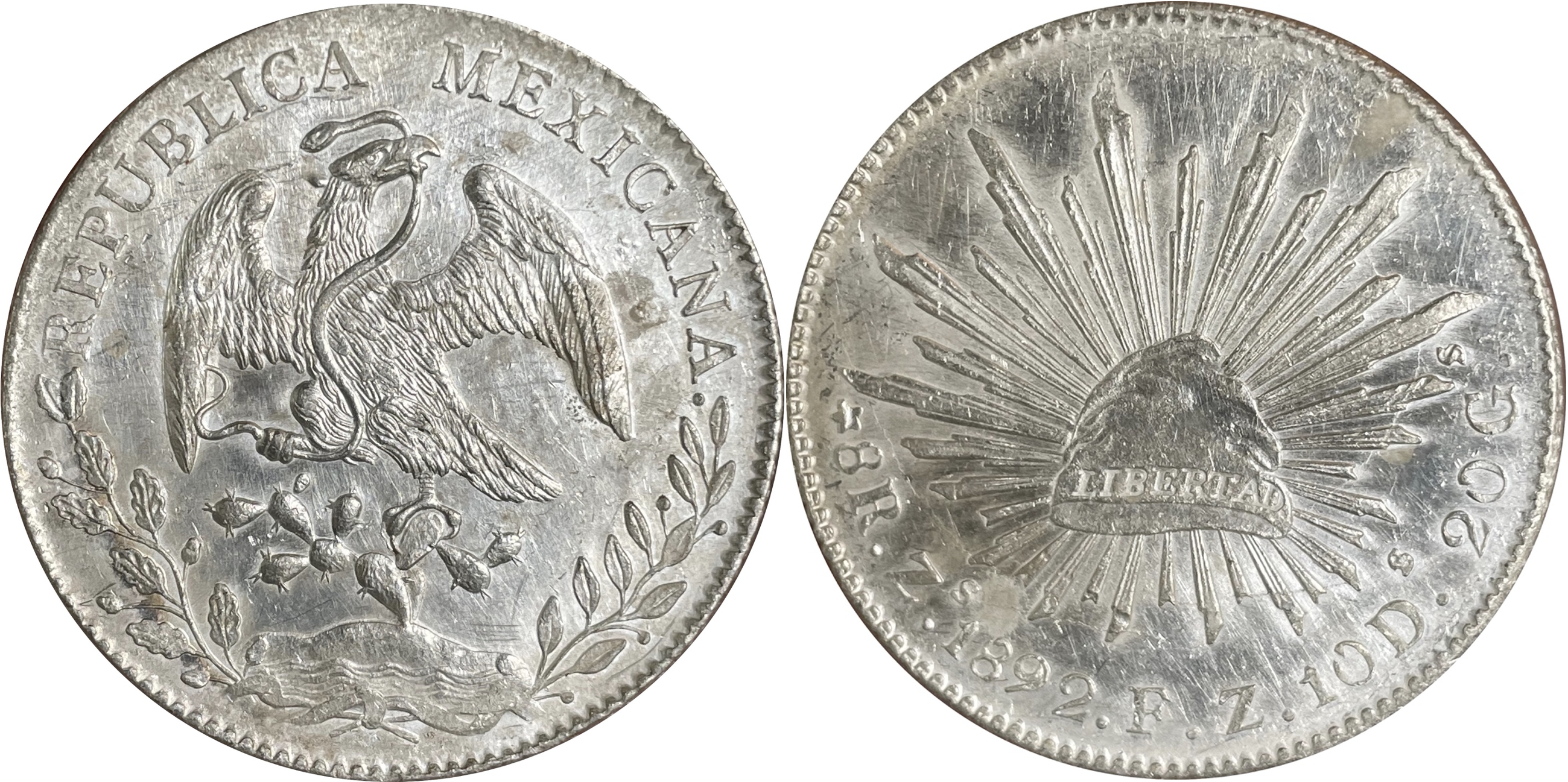
Xu bạc: 8 reales Mexico (xu bạc con cò), kế thừa đô la Tây Ban Nha

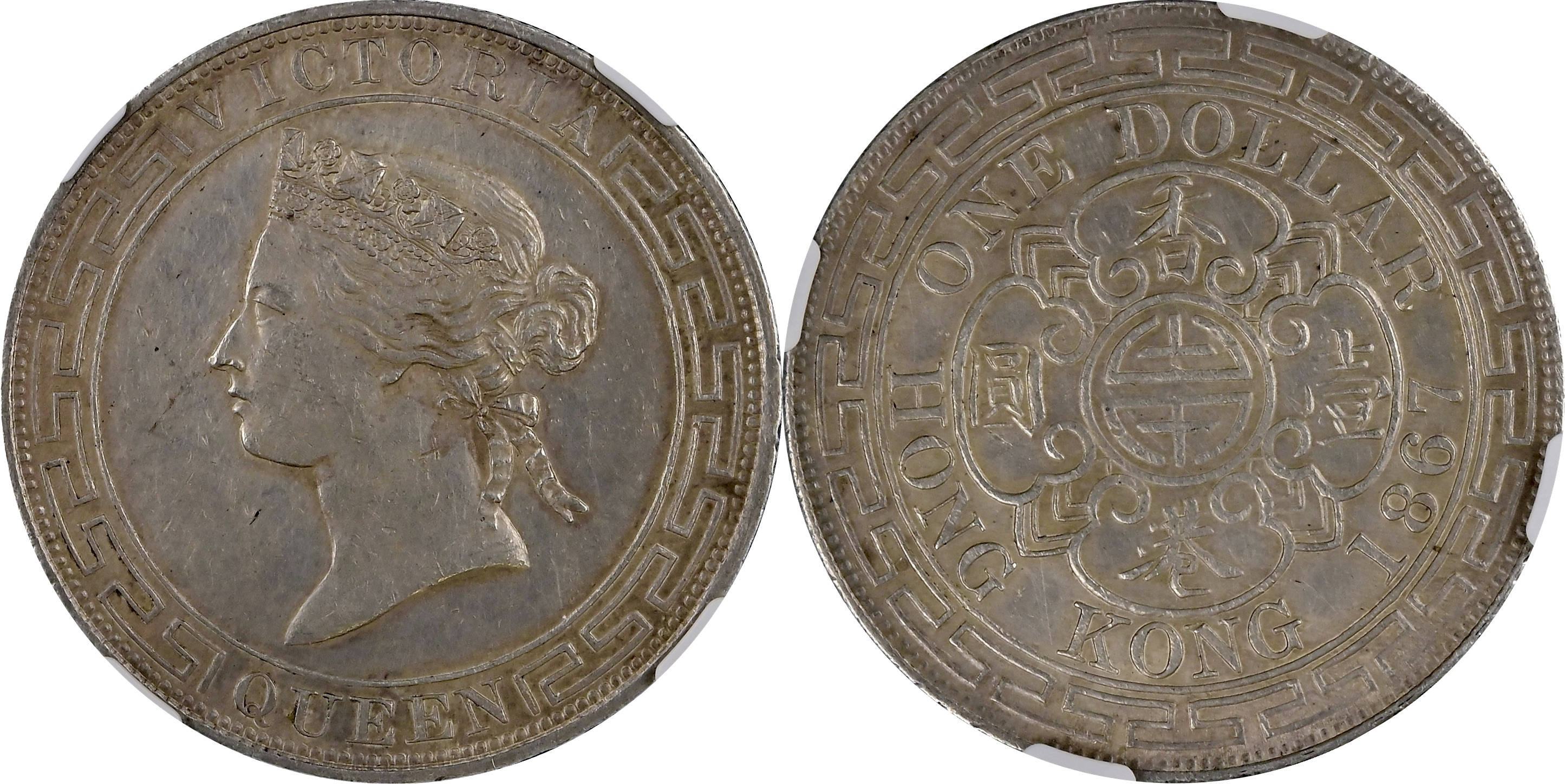
Xu bạc: 1 đô la Hông Kông, chỉ được đúc trong 3 năm 1866, 1867 và 1868. Đây được xem là đồng đô la thương mại đầu tiên ở Viễn Đông; Mặt trước xu là chân dung của Nữ hoàng Victoria, đầu đội Vương miện Kim cương

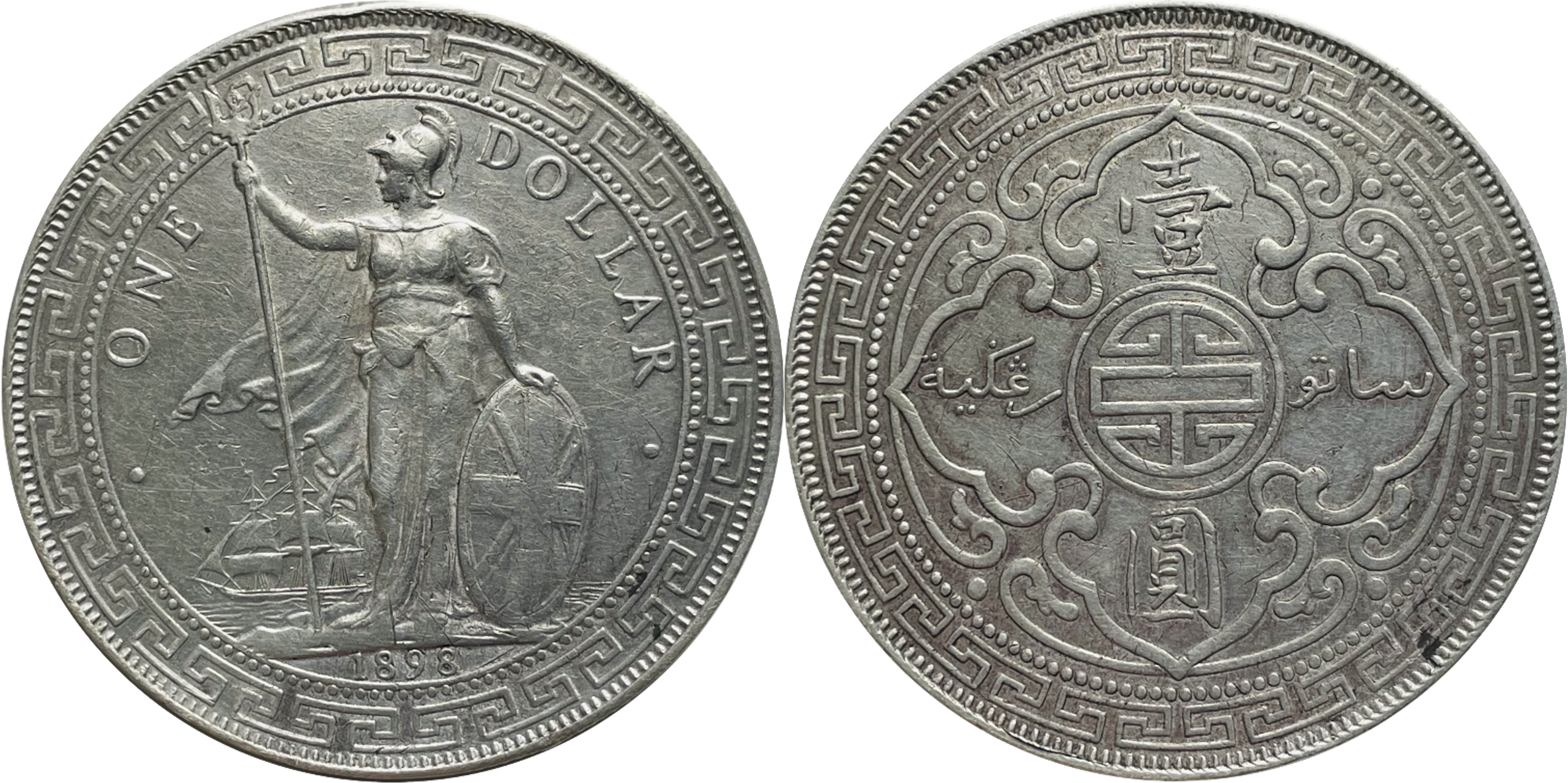
Xu bạc: 1 đô la Hải thần, đây là đồng đô la thương mại chính thức của Anh, phát hành từ năm 1895, và từ năm 1903 đến 1935, nó là đồng bạc chính thức của Hong Kong

Từ thế kỷ XVIII, các thương nhân Trung Quốc đã làm quen và tín nhiệm đối với đồng bạc đô la Tây Ban Nha (Mảnh tám), họ chỉ chấp nhận thương nhân phương Tây thanh toán bằng đô la Tây Ban Nha, vì thế, đồng bạc này ngày càng trở nên quan trọng đối với thương mại Viễn Đông. Khi người Tây Ban Nha chiếm được Philippines, họ đã thiết lập tuyến đường thương mại từ châu Mỹ qua Thái Bình Dương để đến Viễn Đông gọi là Manila galleon, những chiếc tàu xuất phát từ Mexico và Nam Mỹ chở đầy các rương bạc đô la Tây Ban Nha, vượt trùng dương đến bờ biển phía Đông châu Á và sau đó chở đầy hàng hoá từ Manila để về lại châu Mỹ và từ đó vượt Đại Tây Dương đến Tây Ban Nha. Quá trình này bị độc quyền bởi Đế chế Tây Ban Nha cho đến khi nó bị các Đế chế Anh, Pháp vượt qua. Tuy Tây Ban Nha mất đi ưu thế của mình, nhưng đồng đô la Tây Ban Nha vẫn còn được các thương nhân Viễn Đông tín nhiệm như xưa. Để được buôn bán với người Trung Quốc, các thương nhân Anh, Pháp, Hà Lan, Bồ Đào Nha... phải tìm mua đô la Tây Ban Nha với mức chênh lệch cao.
Năm 1826, người Anh có được Singapore để làm bàn đạp tiến vào Viễn Đông, đến năm 1842 họ có thêm Đảo Hồng Kông. Để phá bỏ thế độc quyền trong việc cung cấp xu bạc thương mại của người Tây Ban Nha và Mexico, năm 1866, người Anh ở Hong Kong đã cho đúc đồng 1 đô la bạc Victoria với các thông số tương tự như đô la Tây Ban Nha hay xu bạc Con cò (8 reales Mexico) để dùng làm tiền tệ trao đổi với thương nhân Trung Quốc. Đô la Victoria đội Vương miện Kim cương có tỷ lệ bạc 90%, trọng lượng 26,9568 g và đường kính 38 mm, nếu so với đô la Tây Ban Nha thì ít hơn chỉ 0,56 g bạc ở mỗi xu. Đồng đô la Hông Kong Victoria tuy chỉ được đúc trong 3 năm 1866, 1867, 1868 và cũng không thành công trong việc xoá bỏ thế độc quyền của đô la Tây Ban Nha, nhưng nó đã gợi mở ra một hướng đi mới khả thi hơn, vì sau sự kiện này, các nước phương Tây và cả phương Đông đã bắt đầu cho đúc những loại xu bạc lớn để cạnh tranh lại với đô la Tây Ban Nha mà lịch sử kinh tế tài chính thế giới gọi là đô la thương mại.
Sau khi đồng đô la Victoria của Hong Kong thất bại, các thuộc địa và đất bảo hộ của Anh ở Viễn Đông vẫn dùng đô la Tây Ban Nha và xu bạc Con cò trong thương mại thêm gần 3 thập kỷ nữa, đến năm 1895, Đế chế Anh đã cho giới thiệu đô la Hải thần, chúng được đúc tại 2 xưởng đúc tiền ở Ấn Độ thuộc Anh và 1 xưởng tại Vương quốc Anh. Đô la Hải thần được đúc với số lượng rất lớn và kéo dài cho đến tận năm 1935 và trở thành đô la thương mại chính thức của người Anh ở châu Á. Trong giai đoạn từ 1895 đến 1903, đô la Hải thần được dùng chung cho tất cả các thuộc địa và đất bảo hộ của Anh ở Viễn Đông, bao gồm cả Hông Kông, Các khu định cư Eo biển... nhưng sau khi đô la Eo biển được đúc và lưu hành ở Đông Nam Á thì đô la Hải thần trở thành tiền tệ chính thức của Hong Kong. Trong suốt lịch sử của nó, đã có 243.832.440 đô la Hải thần được đúc và lưu hành, số lượng bạc dùng để đúc số xu này lên đến 5.914,16 tấn.

## Văn hoá
Hồng Kông được mô tả là sự kết hợp giữa Đông và Tây. Các giá trị truyền thống của Trung Quốc nhấn mạnh vào gia đình và giáo dục hòa quyện với các lý tưởng của phương Tây, bao gồm tự do kinh tế và pháp quyền. Mặc dù phần lớn dân số là người Hoa, Hồng Kông đã phát triển một bản sắc riêng biệt. Lãnh thổ này tách ra khỏi đại lục qua thời kỳ dài chịu sự quản lý của chính quyền thực dân và tốc độ phát triển kinh tế, xã hội và văn hóa khác nhau. Văn hóa chính thống bắt nguồn từ những người nhập cư đến từ nhiều vùng khác nhau của Trung Quốc. Điều này chịu ảnh hưởng của nền giáo dục theo phong cách Anh, một hệ thống chính trị riêng biệt và sự phát triển nhanh chóng của lãnh thổ vào cuối thế kỷ XX. Hầu hết những người di cư trong thời đại đó đều chạy trốn khỏi đói nghèo và chiến tranh, thể hiện qua thái độ thịnh hành đối với sự giàu có; Người Hồng Kông có xu hướng liên kết hình ảnh bản thân và khả năng ra quyết định với các lợi ích vật chất. Ý thức về bản sắc địa phương của cư dân đã tăng lên đáng kể sau khi Hồng Kông được trao trả: Phần lớn dân số (52%) xác định là "người Hồng Kông", trong khi 11% tự nhận mình là "người Trung Quốc". Dân số còn lại cho rằng họ có bản sắc hỗn hợp, 23% là "người Hồng Kông ở Trung Quốc" và 12% là "người Trung Quốc ở Hồng Kông".
Các giá trị gia đình truyền thống của Trung Quốc, bao gồm danh dự gia đình, lòng hiếu thảo và trọng nam khinh nữ, rất phổ biến. Các gia đình hạt nhân là những hộ gia đình phổ biến nhất, mặc dù các gia đình nhiều thế hệ và mở rộng không phải là bất thường. Ở Hồng Kông do Anh cai trị, chế độ đa thê là hợp pháp cho đến năm 1971 theo thông lệ thực dân là không can thiệp vào các phong tục địa phương mà chính quyền Anh coi là tương đối vô hại đối với trật tự công cộng.
Người ta quan sát các khái niệm tâm linh như phong thủy; các dự án xây dựng quy mô lớn thường thuê các nhà tư vấn để đảm bảo vị trí và bố trí tòa nhà phù hợp. Mức độ tuân thủ phong thủy được cho là quyết định sự thành công của một doanh nghiệp. Gương Bát Quái thường được sử dụng để xua đuổi tà ma, và các tòa nhà thường không tầng số 4; số này có phát âm tự như từ "tử" (chết) trong tiếng Quảng Đông.
Bên cạnh đó, sự hội nhập văn hóa cũng có thể được tìm thấy trong cuộc sống hàng ngày ở Hồng Kông. Ví dụ, tiếng Anh Anh là ngôn ngữ thứ hai phổ biến và cũng là một trong những ngôn ngữ chính thức tại Hồng Kông thuộc Anh kể từ khi thành lập thuộc địa. Hơn nữa, tiếng Anh Anh cũng được dạy ở các trường tiểu học và trung học. Đối với hệ thống tàu điện ngầm, các tuyến tàu điện ngầm được đặt tên theo địa danh thay vì đánh số, không giống như Trung Quốc đại lục, nơi các tuyến tàu điện ngầm được đánh số. Các con đường được đặt tên theo hoàng gia Anh, thống đốc, người nổi tiếng, thành phố và thị trấn trên khắp Vương quốc Anh và Khối thịnh vượng chung, cũng như các thành phố và địa danh của Trung Quốc. Bên cạnh Tết Nguyên đán, Giáng sinh được tổ chức là lễ hội quan trọng thứ hai. Trong văn học, một số thành ngữ trong tiếng Quảng Đông được dịch trực tiếp từ tiếng Anh. Người nói tiếng Quan thoại có thể nhận ra các từ nhưng không hiểu nghĩa.

### Ẩm thực
Ẩm thực ở Hồng Kông chủ yếu dựa trên ẩm thực Quảng Đông, mặc dù lãnh thổ này chịu ảnh hưởng của nước ngoài và nguồn gốc đa dạng của cư dân. Gạo là lương thực chính và thường được phục vụ đơn giản với các món ăn khác. Độ tươi của nguyên liệu được nhấn mạnh. Gia cầm và hải sản thường được bán sống tại các Chợ bán đồ tươi sống và các nguyên liệu được sử dụng nhanh nhất có thể. Có năm bữa ăn hàng ngày: bữa sáng, bữa trưa, trà chiều, bữa tối và siu yeh. Dim sum, như một phần của yum cha (bữa sáng muộn), là một truyền thống ăn tối ngoài trời với gia đình và bạn bè. Các món ăn bao gồm cháo, bánh bao xá xíu, siu yuk, tart trứng và pudding xoài. Các phiên bản địa phương của đồ ăn phương Tây được phục vụ tại cha chaan teng (quán cà phê theo phong cách Hồng Kông). Các món ăn phổ biến trong thực đơn cha chaan teng bao gồm mì ống trong súp, bánh mì nướng kiểu Pháp chiên giòn và Trà sữa Hồng Kông.

### Điện ảnh

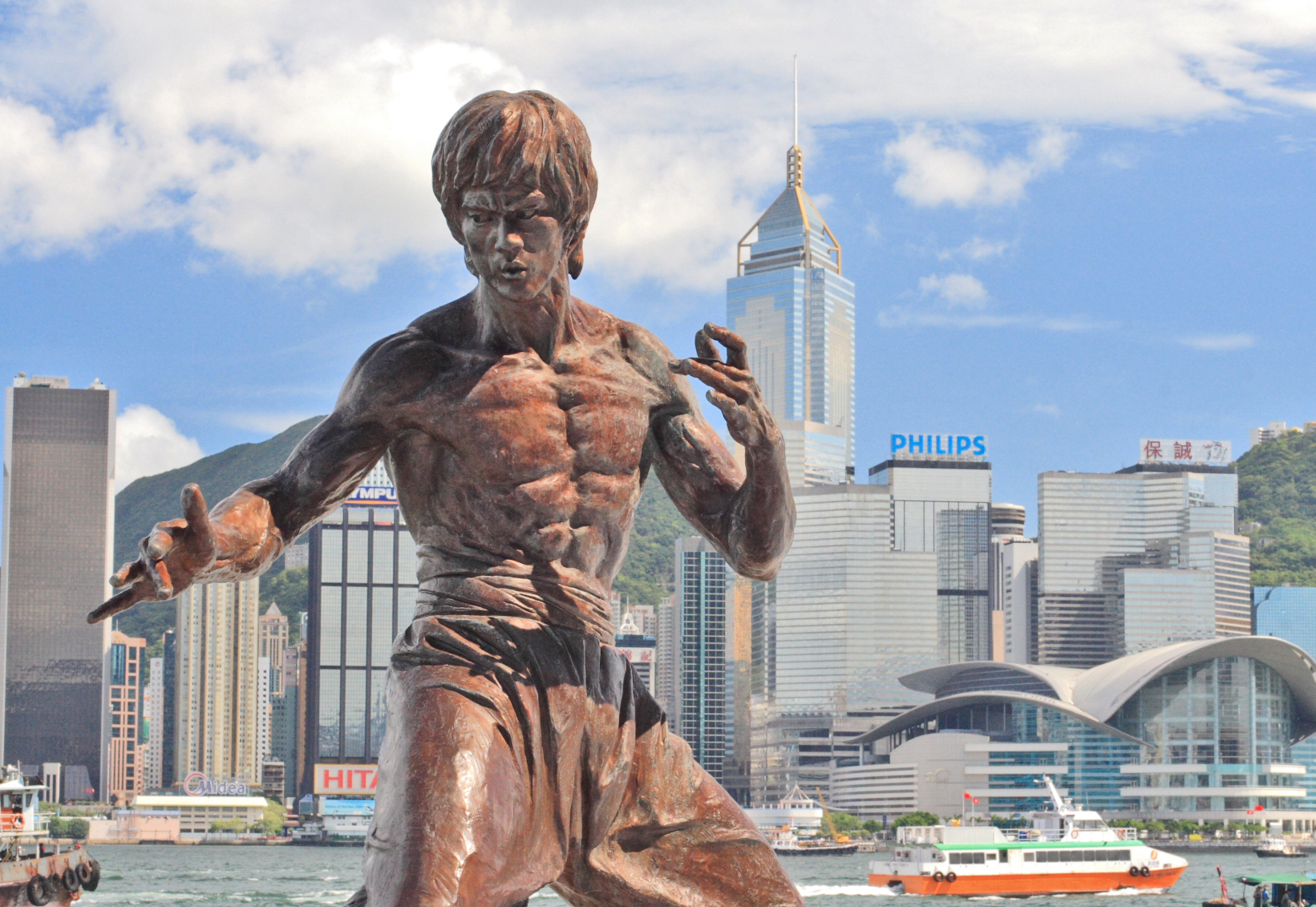
Tượng Lý Tiểu Long trên Đại lộ Ngôi sao, một sự tôn vinh ngành công nghiệp điện ảnh của thành phố

Làm phim ở Hồng Kông bắt đầu từ năm 1909, nhưng Hồng Kông không phải là trung tâm làm phim cho đến cuối những năm 1940, khi một làn sóng các nhà làm phim Thượng Hải di cư đến lãnh thổ này; những nhà nghệ thuật thứ 7 này đã giúp xây dựng ngành công nghiệp giải trí của thuộc địa trong thập kỷ tiếp theo. Đến những năm 1960, thành phố này đã được khán giả nước ngoài biết đến rộng rãi thông qua các bộ phim như Thế giới của Suzie Wong. Khi bộ phim Mãnh long quá giang của Lý Tiểu Long được phát hành vào năm 1972, các tác phẩm điện ảnh của Hồng Kông đã trở nên phổ biến ở nước ngoài. Trong những năm 1980, các bộ phim như Một ngày mai tốt đẹp hơn, Vượng Giác Ca môn và Tân Thục Sơn kiếm hiệp đã mở rộng sự quan tâm trên toàn cầu vượt ra ngoài các bộ phim võ thuật; các bộ phim xã hội đen, phim tình cảm lãng mạn và phim kỳ ảo siêu nhiên được sản xuất tại địa phương trở nên phổ biến. Điện ảnh Hồng Kông tiếp tục thành công trên trường quốc tế trong thập kỷ tiếp theo với các bộ phim được giới phê bình đánh giá cao như Bá vương biệt Cơ, Phải sống (phim 1994) và các bộ phim của Vương Gia Vệ. Nguồn gốc phim võ thuật của lãnh thổ này thể hiện rõ qua vai diễn của những diễn viên Hồng Kông sung mãn nhất. Thành Long, Chân Tử Đan, Lý Liên Kiệt, Châu Nhuận Phát và Dương Tử Quỳnh thường xuyên đóng những vai hành động trong các bộ phim nước ngoài. Vào thời kỳ đỉnh cao của ngành công nghiệp điện ảnh địa phương vào đầu những năm 1990, hơn 400 bộ phim được sản xuất mỗi năm; kể từ đó, động lực của ngành công nghiệp này chuyển sang Trung Quốc đại lục. Số lượng phim được sản xuất hàng năm đã giảm xuống còn khoảng 60 phim vào năm 2017.

### Âm nhạc
Cantopop là một thể loại nhạc đại chúng Quảng Đông xuất hiện ở Hồng Kông vào những năm 1970. Phát triển từ Thời đại khúc theo phong cách Thượng Hải, thể loại này cũng chịu ảnh hưởng của Kinh kịch Quảng Đông và nhạc pop phương Tây. Phương tiện truyền thông địa phương đã đưa các bài hát của các nghệ sĩ như Sam Hui, Mai Diễm Phương, Trương Quốc Vinh và Đàm Vịnh Lân; trong những năm 1980, các bộ phim và chương trình được xuất khẩu đã đưa Cantopop đến với khán giả toàn cầu. Sự phổ biến của thể loại này đạt đến đỉnh điểm vào những năm 1990, khi Tứ đại thiên vương thống trị các bảng xếp hạng đĩa nhạc châu Á. Mặc dù suy giảm chung kể từ cuối thập kỷ, Cantopop vẫn chiếm ưu thế ở Hồng Kông; các nghệ sĩ đương đại như Trần Dịch Tấn, Dung Tổ Nhi và Nhóm nhạc Twins rất phổ biến trong và ngoài lãnh thổ.
Nhạc cổ điển phương Tây từ lâu đã có sự hiện diện mạnh mẽ ở Hồng Kông và vẫn giữ phần lớn trong nền giáo dục âm nhạc địa phương. Dàn nhạc giao hưởng Hong Kong Philharmonic được tài trợ công khai, dàn nhạc giao hưởng chuyên nghiệp lâu đời nhất của lãnh thổ này, thường xuyên tiếp đón các nhạc sĩ và nhạc trưởng từ nước ngoài. Dàn nhạc giao hưởng Hong Kong Chinese Orchestra, bao gồm các nhạc cụ cổ điển Trung Quốc, là dàn nhạc Trung Quốc hàng đầu và đóng vai trò quan trọng trong việc thúc đẩy âm nhạc truyền thống trong cộng đồng.

### Thể thao

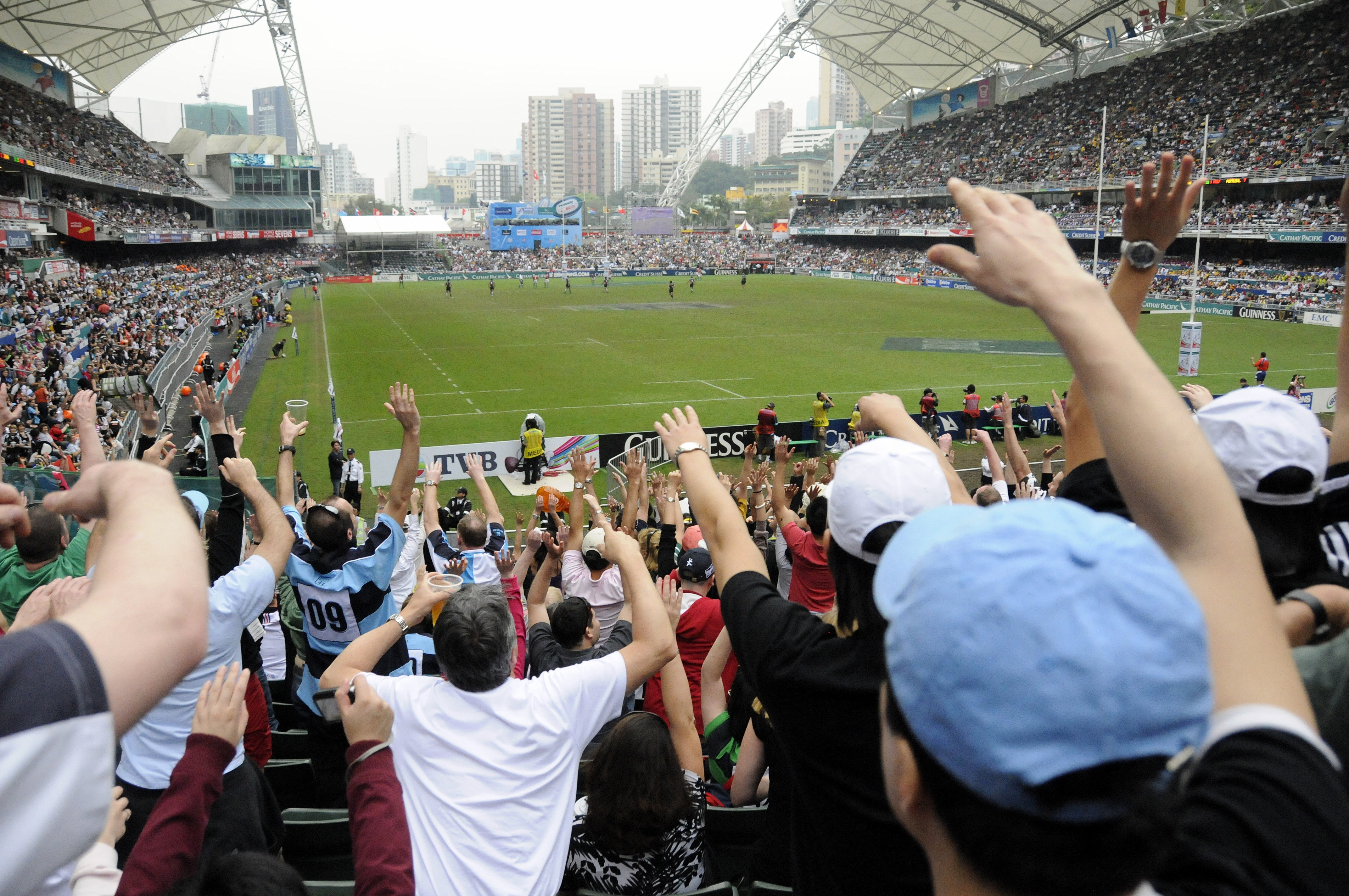
Hong Kong Sevens, được coi là giải đấu hàng đầu của World Rugby Sevens Series, được tổ chức vào mỗi mùa xuân.

Mặc dù diện tích nhỏ, nhưng lãnh thổ này thường xuyên tổ chức các giải đấu lớn như Hong Kong Sevens, Hong Kong Marathon, Hong Kong Tennis Classic và Lunar New Year Cup, đồng thời tổ chức AFC Asian Cup đầu tiên và Dynasty Cup 1995.
Hong Kong thường tự đại diện cho chính mình và tách biệt với thể thao Trung Quốc đại lục, với các đội thể thao riêng trong các cuộc thi quốc tế. Lãnh thổ này đã tham gia hầu hết mọi kỳ Thế vận hội mùa hè kể từ năm 1952 và đã giành được bốn huy chương vàng. Lee Lai-shan đã giành huy chương vàng Olympic đầu tiên của lãnh thổ này tại Thế vận hội Atlanta năm 1996, và Cheung Ka Long đã giành huy chương thứ 2 tại Thế vận hội Tokyo 2020. Các vận động viên Hong Kong đã giành được 126 huy chương tại Thế vận hội dành cho người khuyết tật và 17 huy chương tại Thế vận hội Khối thịnh vượng chung. Không còn là một phần của Khối thịnh vượng chung, lần cuối cùng Hong Kong tham dự sự kiện này là vào năm 1994.
Đua thuyền rồng bắt nguồn từ một nghi lễ tôn giáo được tổ chức trong Lễ hội Tết Đoan ngọ hàng năm. Cuộc đua được hồi sinh như một môn thể thao hiện đại như một phần trong nỗ lực của Hội đồng Du lịch nhằm quảng bá hình ảnh của Hồng Kông ra nước ngoài. Cuộc thi hiện đại đầu tiên được tổ chức vào năm 1976 và các đội nước ngoài bắt đầu tham gia cuộc đua quốc tế đầu tiên vào năm 1993.
Câu lạc bộ Jockey Hồng Kông, đơn vị nộp thuế lớn nhất của lãnh thổ, độc quyền về cờ bạc và cung cấp hơn 7% doanh thu của chính phủ. Có ba hình thức cờ bạc hợp pháp ở Hồng Kông: xổ số, đua ngựa và bóng đá.

## Bất đồng chính kiến

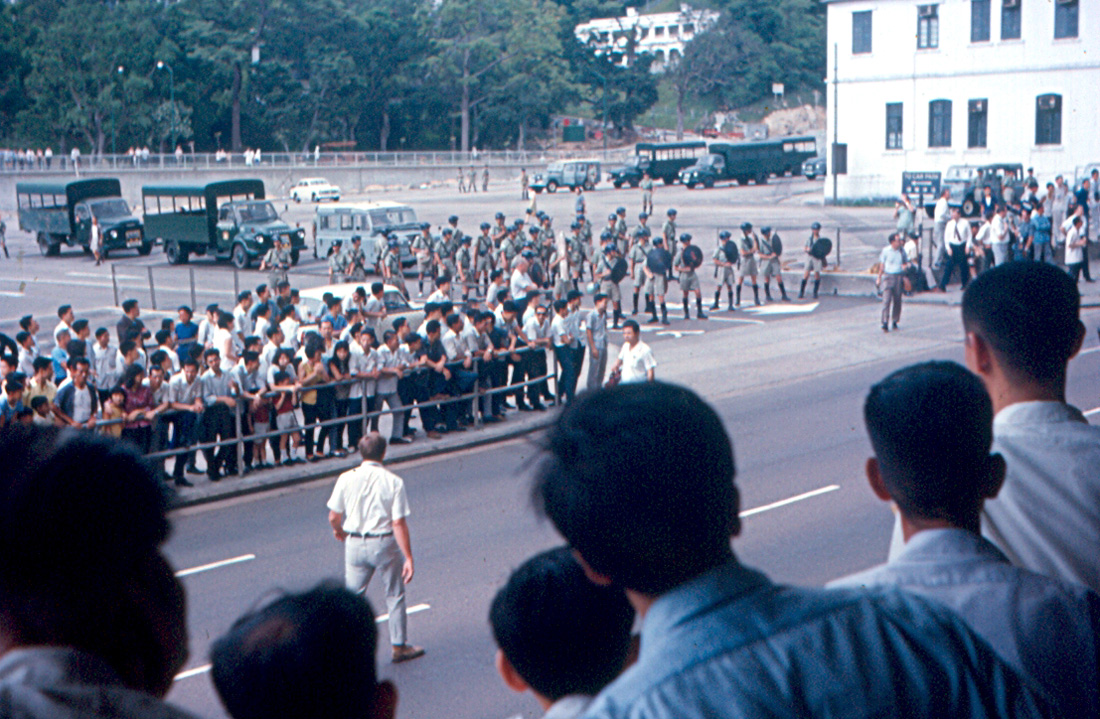
Cuộc đối đầu của cảnh sát trong cuộc bạo loạn cánh tả năm 1967

Trong thế kỷ XX đầy biến động của Trung Quốc, Hồng Kông là nơi trú ẩn an toàn cho những người bất đồng chính kiến, người tị nạn chính trị và các quan chức mất quyền lực. Chính sách của Anh cho phép những người bất đồng chính kiến sống ở Hồng Kông miễn là họ không vi phạm luật pháp địa phương hoặc gây tổn hại đến lợi ích của nước Anh. Việc thực hiện chính sách này thay đổi tùy theo những gì các quan chức cấp cao cho là cấu thành nên lợi ích của Anh và tình trạng quan hệ ngoại giao với Trung Quốc. Cuộc đình công Quảng Châu-Hồng Kông (1925–1926) có bản chất chống chủ nghĩa đế quốc. Các cuộc bạo loạn năm 1966 và các cuộc bạo loạn do Chủ nghĩa Mao lãnh đạo năm 1967, về cơ bản là sự lan tỏa từ Cách mạng Văn hóa, là các cuộc biểu tình quy mô lớn do căng thẳng xung quanh các tranh chấp lao động và sự bất mãn đối với chính phủ. Mặc dù các cuộc bạo loạn năm 1967 khởi đầu là một tranh chấp lao động, nhưng sự việc đã leo thang nhanh chóng sau khi phe cánh tả và các quan chức đại lục đồn trú tại Hồng Kông nắm bắt cơ hội để huy động những người theo họ phản đối chính quyền thực dân. Những người ủng hộ Đảng Cộng sản Trung Quốc đã tổ chức Ủy ban Đấu tranh Chống Anh trong thời gian diễn ra các cuộc bạo loạn.
Steve Tsang, giám đốc Viện Trung Quốc thuộc Trường Nghiên cứu Phương Đông và Châu Phi tại Đại học London, đã viết rằng thật "trớ trêu" khi mặc dù Hồng Kông là biểu tượng cho sự sỉ nhục của Trung Quốc trước Anh, nhưng không có một phong trào lớn nào do cư dân Trung Quốc tại thuộc địa này khởi xướng để đòi trả lại cho Trung Quốc, mặc dù đã có một số đợt bùng nổ chủ nghĩa dân tộc Trung Quốc. Ông giải thích:

Vào những năm 1920, giai cấp công nhân Trung Quốc tại Hồng Kông không có lý do chính đáng để tập hợp xung quanh chính quyền Hồng Kông và họ dễ bị ảnh hưởng bởi những lời kêu gọi dựa trên chủ nghĩa dân tộc Trung Quốc hơn. Do đó, lời kêu gọi của những người Cộng sản về cơ bản đã được những người lao động hưởng ứng và hành động của họ thực tế đã làm tê liệt thuộc địa trong một năm. Tuy nhiên, vào cuối những năm 1960, những nỗ lực của chính quyền Hồng Kông nhằm duy trì sự ổn định và trật tự tốt, giúp cải thiện điều kiện sống của mọi người, và... sự khởi đầu của sự xuất hiện bản sắc Hồng Kông, đã thay đổi thái độ của người Hoa địa phương. Họ tập hợp đông đảo xung quanh chế độ thực dân Anh.

### Trích dẫn
1. ↑  Main Results (PDF). 1996 Population By-Census (Bản báo cáo). Xử Thống kê chính phủ. tháng 12 năm 1996. Lưu trữ (PDF) bản gốc ngày 13 tháng 10 năm 2018. Truy cập ngày 7 tháng 9 năm 2018.
2. 1 2  “Hong Kong”. Quỹ Tiền tệ Quốc tế. Truy cập ngày 6 tháng 9 năm 2018.
3. ↑  Gini Coefficient Fact Sheet (PDF) (Bản báo cáo). Hội đồng Lập pháp Hồng Kông. tháng 12 năm 2004. Lưu trữ (PDF) bản gốc ngày 3 tháng 3 năm 2016. Truy cập ngày 7 tháng 9 năm 2018.
4. ↑  Hong Kong, China (SAR) (PDF). Human Development Report 2016 (Bản báo cáo). Chương trình Phát triển Liên Hợp Quốc. 2016. Lưu trữ (PDF) bản gốc ngày 13 tháng 7 năm 2017. Truy cập ngày 7 tháng 9 năm 2018.
5. ↑  Lupton, Colina (1965). “Government and People in Hong Kong 1841-1962: A Constitutional History”. Journal of the Hong Kong Branch of the Royal Asiatic Society. 5: 95. Given the fact that Hong Kong received a Crown Colony form of constitution in 1843 and still retains it in 1965, there must be something which explains its tranquility in the midst of a continent of upheaval.
6. ↑  A Draft Agreement Between the Government of the United Kingdom of Great Britain and Northern Ireland and the Government of the People's Republic of China on the Future of Hong Kong (1984). pp. 1, 8.
7. ↑  “The Joint Declaration”. Constitutional and Mainland Affairs Bureau – The Government of the Hong Kong Special Administrative Region of the People's Republic of China. 1 tháng 7 năm 2007. Lưu trữ bản gốc ngày 16 tháng 7 năm 2023. Truy cập ngày 8 tháng 4 năm 2021.
8. ↑  Cowell, Adrian (1997). The Opium Kings. PBS Frontline. Lưu trữ bản gốc ngày 23 tháng 9 năm 2006. Truy cập ngày 16 tháng 5 năm 2007.
9. ↑  Philip Robson (1999). Forbidden Drugs. Oxford University Press. ISBN 978-0-19-262955-5.
10. ↑  Paul L. Schiff Jr. (2002). “Opium and its alkaloids”. American Journal of Pharmaceutical Education. Bản gốc lưu trữ ngày 21 tháng 10 năm 2007. Truy cập ngày 8 tháng 5 năm 2007.
11. ↑  Trocki, Carl A. (1999). Opium, empire and the global political economy: a study of the Asian opium trade, 1750–1950. Routledge. ISBN 978-0-415-19918-6.
12. ↑  Carl A. Trocki (2002). “Opium as a commodity and the Chinese drug plague” (PDF). Bản gốc (PDF) lưu trữ ngày 20 tháng 7 năm 2008. Truy cập ngày 13 tháng 9 năm 2009.
13. 1 2  Tsang 2004, tr. 9-10.
14. 1 2  Tsang 2004, tr. 11.
15. ↑  Tsang 2004, tr. 21.
16. ↑  Welsh 1997.
17. ↑  The Chinese Repository. Volume 10. pp. 63–64.
18. ↑  Tsang 2004, tr. 11, 21.
19. ↑  Belcher, Edward (1843). Narrative of a Voyage Round the World. Volume 2. London: Henry Colburn. p. 148.
20. ↑  Tsang 2004, tr. 12.
21. ↑  Driscoll, Mark W. (2020). The Whites are Enemies of Heaven: Climate Caucasianism and Asian Ecological Protection. Durham: Duke University Press. ISBN 978-1-4780-1121-7.
22. ↑  Tsang 2004, tr. 29.
23. ↑  Tsang 2004, tr. 32-33.
24. ↑  Tsang 2004, tr. 33, 35.
25. ↑  Tsang 2004, tr. 38-41.
26. ↑  Tsang 2004, tr. 121.
27. ↑  Tsang 2004, tr. 122.
28. ↑  Tsang 2004, tr. 123-124.
29. ↑  Snow 2004, tr. 81.
30. ↑  Tsai, Jung-Fang (2005). "Wartime Experience, Collective Memories, and Hong Kong Identity". China Review International 12 (1): 229.
31. ↑  Zhang, Wei-Bin (2006). Hong Kong: The Pearl Made of British Mastery and Chinese Docile-Diligence. Nova Publishers. p. 109.
32. ↑  Tsang 2004, tr. 133.
33. ↑  Tsang 2004, tr. 138.
34. ↑  Tsang 2004, tr. 143-144.
35. ↑  “How did the Chinese Government settle the question of Hong Kong through negotiations?”. Office of the Commissioner of the Ministry of Foreign Affairs of the People's Republic of China in the Hong Kong Special Administrative Region. 15 tháng 11 năm 2000. Lưu trữ bản gốc ngày 13 tháng 3 năm 2007. Truy cập ngày 19 tháng 11 năm 2020. Deng Xiaoping met with Mrs. Thatcher on September 24, 1982. The Chinese Premier had held talks with her before this meeting. And Chinese leaders formally informed the British side that the Chinese Government had decided to recover all of the Hong Kong region in 1997. Also, China offered assurances that it would initiate special policies after recovering Hong Kong.
36. 1 2 3 4  Hong Kong Government (July 1984). Green Paper: The Further Development of Representative Government in Hong Kong. Hong Kong: Government Printer.
37. ↑  Lewis, D. J. (April 1983). "A Requiem for Chinese Customary Law in Hong Kong". The International and Comparative Law Quarterly 32 (2): 347–379. Cambridge University Press. JSTOR 759499.
38. ↑  Jones, Oliver (2014). "A Worthy Predecessor? The Privy Council on Appeal from Hong Kong, 1853 to 1997". In Ghai, Y.; Young, S. Hong Kong's Court of Final Appeal: The Development of the Law in China's Hong Kong. Cambridge: Cambridge University Press. SSRN 2533284 .
39. ↑  Mok, Florence (9 tháng 7 năm 2018). “Public opinion polls and covert colonialism in British Hong Kong”. China Information. 33: 66–87. doi:10.1177/0920203X18787431. S2CID 150104890.
40. ↑  Tsang 2004, tr. 25-26.
41. 1 2  Tsang 2004, tr. 57.
42. ↑  Tsang 2004, tr. 58.
43. ↑  Carroll 2007, tr. 169.
44. ↑  Carroll 2007, tr. 167–172.
45. ↑  He 2013.
46. ↑  Tam 2017.
47. ↑  Lam 2015.
48. ↑  “HKU POP releases survey on Hong Kong people's ethnic identity and the 2018 review and 2019 forecast survey”. Public Opinion Programme, University of Hong Kong. 27 tháng 12 năm 2018. Lưu trữ bản gốc ngày 27 tháng 3 năm 2019. Truy cập ngày 26 tháng 1 năm 2019.
49. ↑  Family Survey 2013, tr. 12–13.
50. ↑  Population By-Census 2016, tr. 77.
51. ↑  Lary, Diana (2022). China's grandmothers : gender, family, and aging from late Qing to twenty-first century. Cambridge, United Kingdom: Cambridge University Press. tr. 126. ISBN 978-1-009-06478-1. OCLC 1292532755.
52. ↑  Fowler & Fowler 2008, tr. 263.
53. ↑  Xi & Ingham 2003, tr. 181.
54. ↑  Chan & Chow 2006, tr. 3.
55. ↑  “Hong Kong Basic Law: Chapter I”. Hong Kong Basic Law. Bản gốc lưu trữ ngày 23 tháng 11 năm 2017. Truy cập ngày 17 tháng 3 năm 2008.
56. ↑  “English language education”. Bản gốc lưu trữ ngày 2 tháng 2 năm 2022. Truy cập ngày 12 tháng 2 năm 2022.
57. 1 2  Long 2015, tr. 271.
58. ↑  Long 2015, tr. 272.
59. ↑  Curry & Hanstedt 2014, tr. 9–12.
60. ↑  Fu 2008, tr. 381, 388–389.
61. ↑  Carroll 2007, tr. 148.
62. ↑  Carroll 2007, tr. 168.
63. ↑  Ge 2017.
64. ↑  Chu 2017, tr. 1–9, 24–25.
65. ↑  Chu 2017, tr. 77–85.
66. ↑  Chu 2017, tr. 107–116.
67. ↑  Chu 2017, tr. 9–10.
68. ↑  Chu 2017, tr. 159–164.
69. ↑  Smith và đồng nghiệp 2017, tr. 101
70. ↑  Ho 2011, tr. 147.
71. ↑  Ghoshal 2011.
72. ↑  Horne & Manzenreiter 2002, tr. 128.
73. ↑  Lam & Chang 2005, tr. 141.
74. ↑  Shum, Michael; Chow, Carine (27 tháng 7 năm 2021). “FENCE-TASTIC! Cheung Ka-long wins gold for HK”. The Standard. Lưu trữ bản gốc ngày 27 tháng 7 năm 2021. Truy cập ngày 27 tháng 7 năm 2021.
75. ↑  Lam & Chang 2005, tr. 99.
76. ↑  Sofield & Sivan 2003.
77. 1 2  Littlewood 2010, tr. 16–17.
78. ↑  Inland Revenue Annual Report 2017, tr. 4
79. ↑  Tsang 2004, tr. 80-81.
80. ↑  Cheung, Gary Ka-wai (2009). Hong Kong's Watershed: The 1967 Riots. Hong Kong: Hong Kong University Press.
81. ↑  Cheung, Gary (10 June 2016). "When the Cultural Revolution spilled over into riots in Hong Kong – and changed lives forever Lưu trữ ngày 12 tháng 5 năm 2017 tại Wayback Machine". South China Morning Post. Retrieved 10 July 2018.
82. ↑  Tsang 1995, tr. 1.
83. ↑  Tsang 1995, tr. 246.